# ナイフ

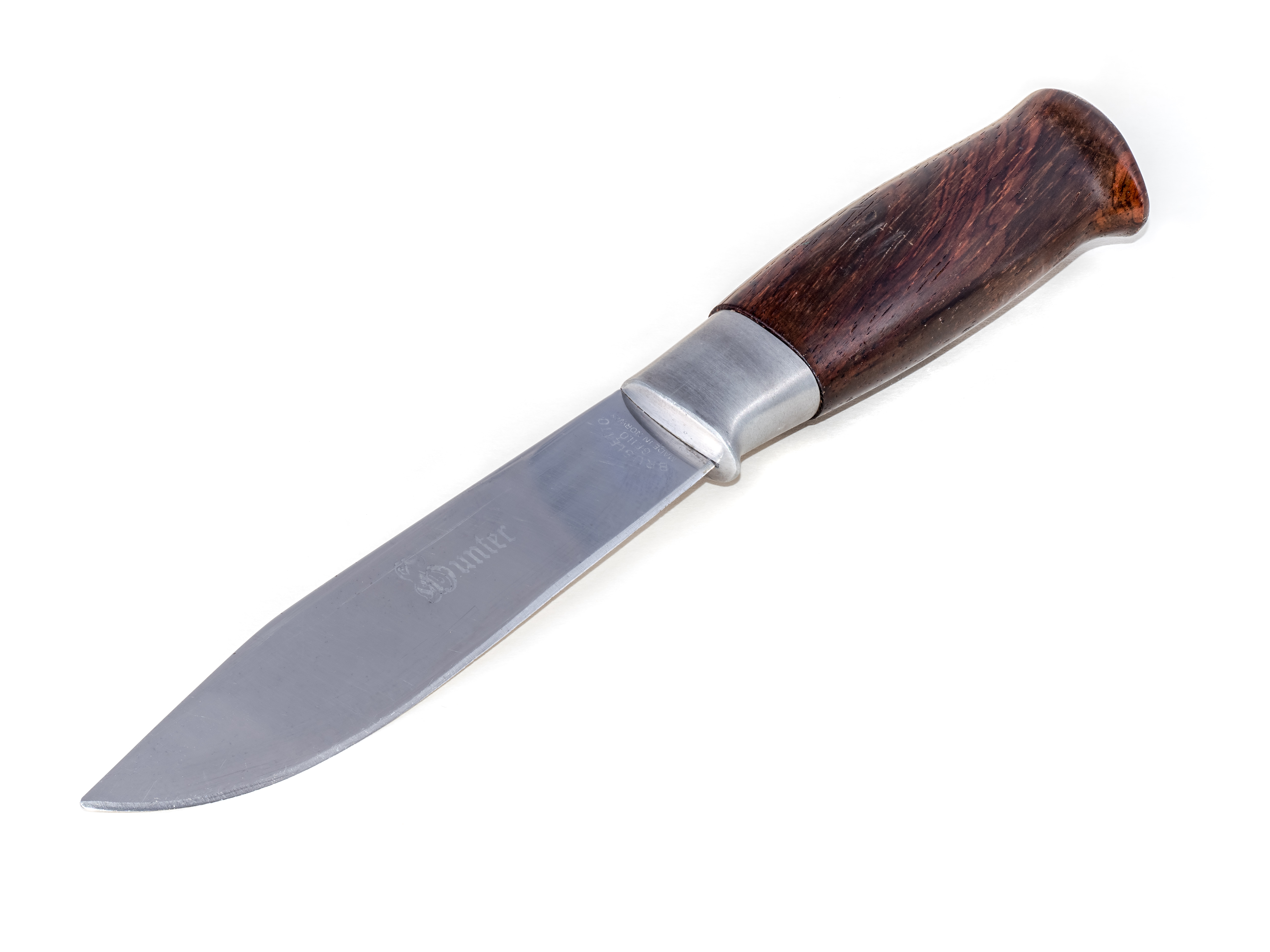
ナイフ

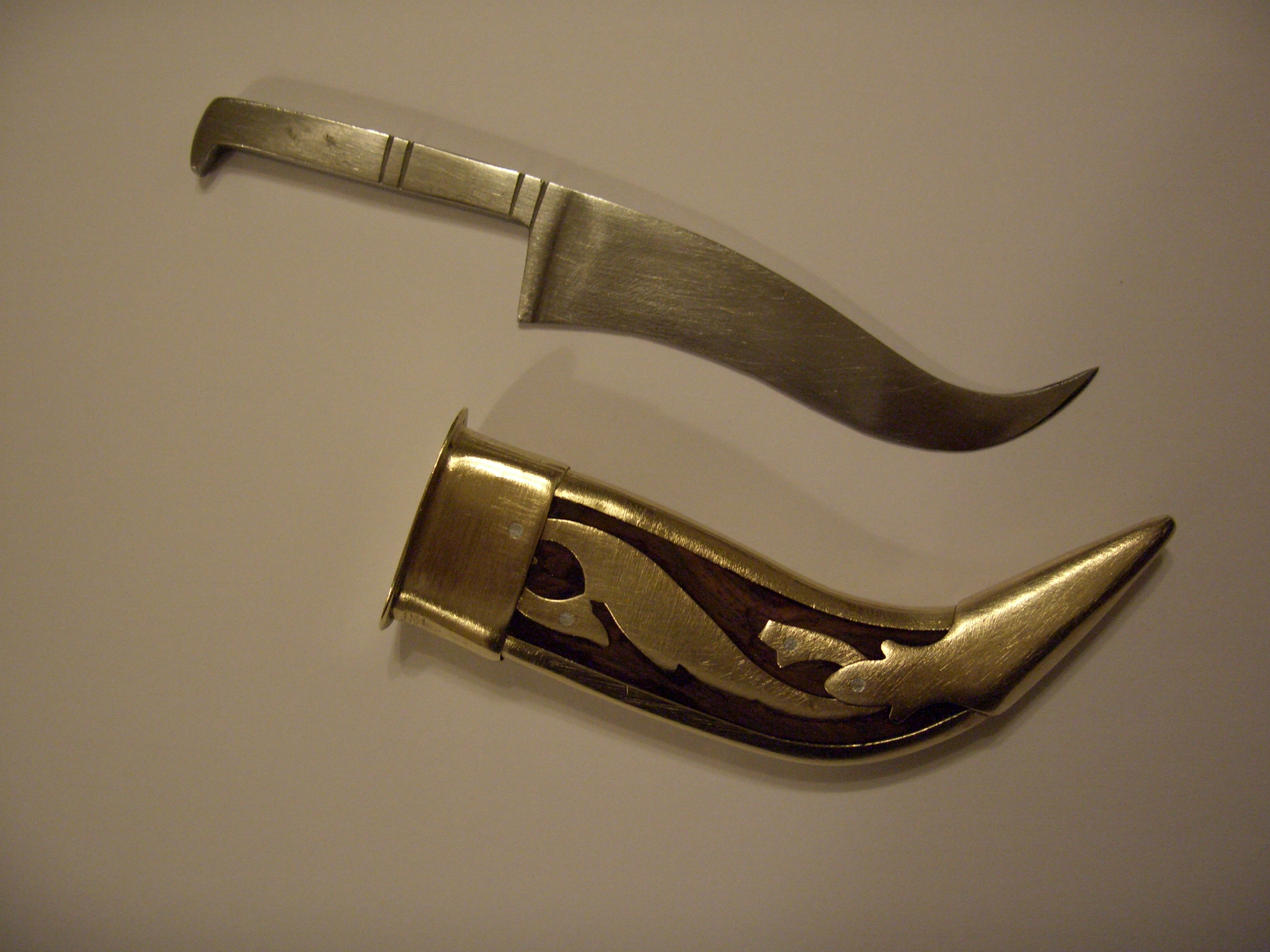
インドのナイフ
シク教徒の伝統的なキルパン (Kirpan)

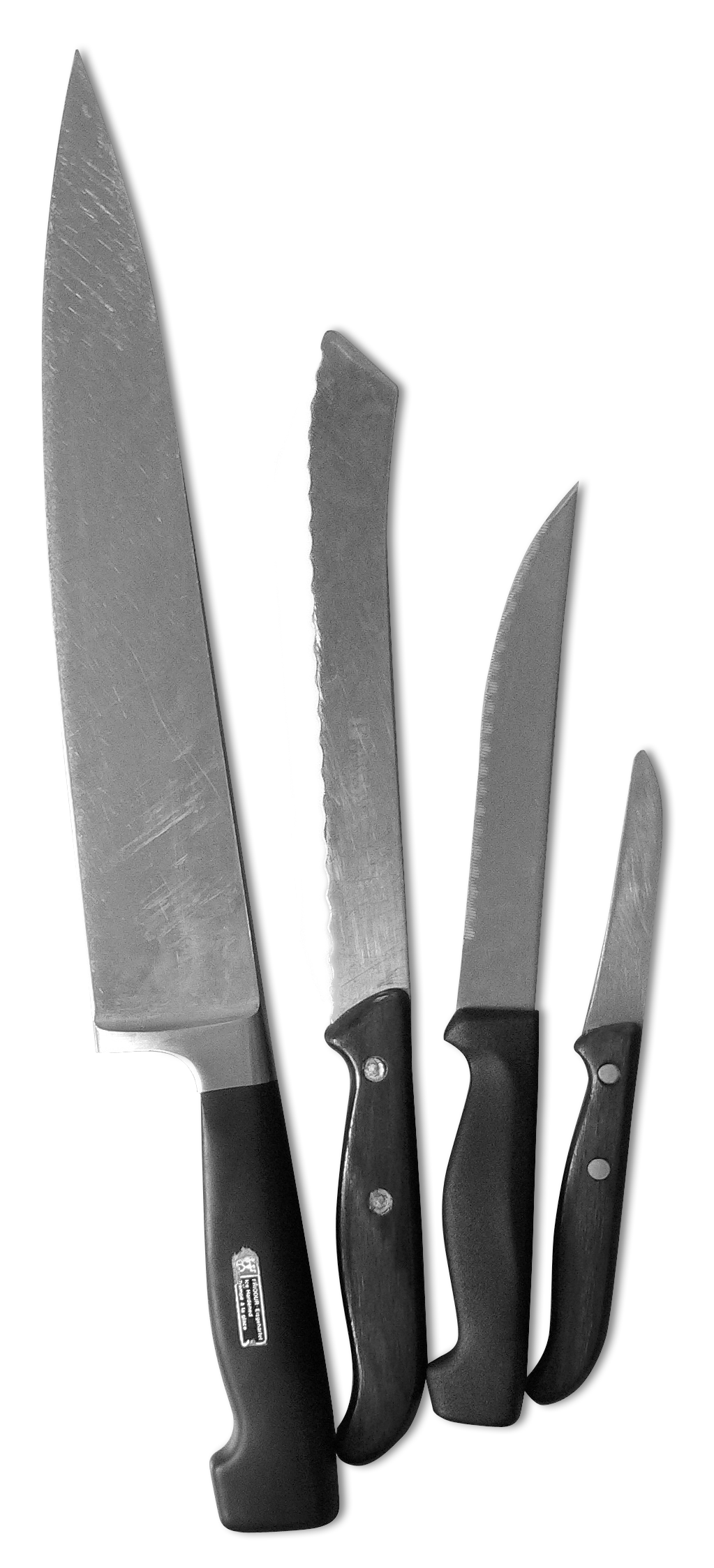
キッチンナイフ類（キッチンで使う、調理用ナイフ類）

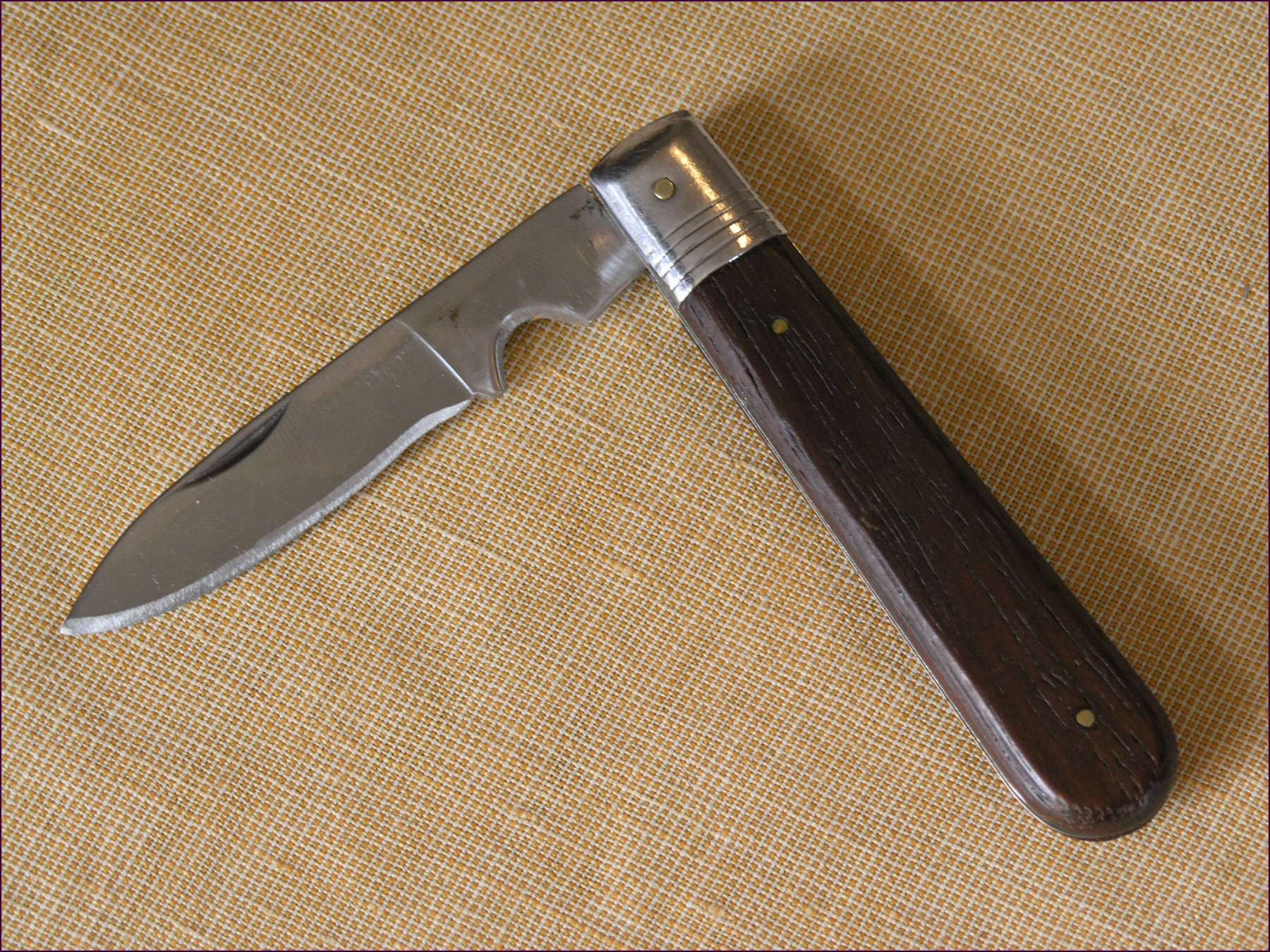
フォールディングナイフ（折りたためるナイフ）

ナイフ（英: knife／knives《複数形》）は、物を切るための道具で、把手が取り付けられていて、手に持って用いる汎用の刃物を指す。刃と「柄（え）」で構成されている。洋式の小刀ともいえ、日本語の「小刀」（こがたな）や「包丁」もナイフに分類される。

## 概要
ナイフは人類が使う道具類の中でも特に基本的なもののひとつである。人類は石器時代にすでにナイフを使用していた。石器時代、青銅器時代、鉄器時代とナイフは武器としても使われた。→#歴史
時代を問わず、野外で活動する際に重要な道具である。植物を切り取る、藪を切り開く、動物を解体する、調理や食事に用いる、自然物を加工（工作）して道具を作るなどと様々な用途に用いられている。現代の人間が独りで文明から隔絶された環境に置かれても、ナイフがあるだけで、その生存確率は数倍にも跳ね上がる。現代でも兵士など戦闘員が携行し、切断作業や戦闘に用いている。
用途ごとにさまざまなナイフが作られている。調理用のキッチンナイフ、食事用のテーブルナイフ・バターナイフ・オイスターナイフ等々、工作用、ハンティング用のハンティングナイフ、水中作業用のダイビングナイフといった具合で、用途に合わせて、大きさ・形状・材質・刃の入れ具合等が工夫されている。→#分類
刃の部分の材料は、石、青銅、鉄と推移してきたが、現代ではステンレスやさまざまな鋼、特殊な合金、セラミックなどが用いられている。→#素材・材料
機能を維持するためのメンテナンス方法も、素材に応じて異なる。
ナイフは使い方によっては人畜を傷つけたり命を奪うものであり、危険な凶器とも成り得る。それ故、多くの法治国家ではナイフの携帯に関して制限や規則が設けられている。たとえば日本国内では銃砲刀剣類所持等取締法（銃刀法）や軽犯罪法により規制されている。ダガーのような実質的に武器として発達した形状のものに関して、従来は「ナイフ」に分類され販売されていたが、2008年の秋葉原通り魔事件を契機として2009年の銃刀法改正に伴い「剣（武器としての刃物）」として刃渡り5.5cmを超えるものの所持（所有）が禁止されるようになった。→刃物#法規制を参照
ナイフは実用以外の用途として、美術品、宗教の悪魔払いなどの儀式道具にも用いられ、象徴（記号）としても重要な意味を持っている。
なお、ナイフはプレゼントすると「友情が切れる」とする文化圏や、運気が下がる、とする文化圏があるので、贈り物には適しているかどうか相手の文化を確認したり、贈る場合に工夫をする必要がある場合もある。→#ナイフの贈答を巡る迷信

## 歴史
石から作られた物は約250万年前、銅製の物は約1万年前、青銅製のナイフは近東の職人によって約5千年前に製造されたとされている。
最初のナイフは、250万年前に、ホモ・ハビリスが最初の原始的な打撃、切断、および削り出しの道具を適当な石から作ったものとされている。
青銅器時代には、強度が高く加工が容易なため、石材の代わりに青銅が使用されるようになった。そして、青銅器時代の終わりに鉄製のナイフが登場し、青銅製のナイフはすぐに置き換えられた。このようにして確立された鉄を加工したナイフは17世紀頃まで続いた。
その後16世紀の初めから18世紀にかけて、広範なテーブルマナーが発達し、シルバーのハンドルと豊富な装飾が施されたナイフは、重要なステータスシンボルになった。
そして、1912年頃にステンレス鋼が開発された。クロムの含有量が増加し (13–15%)、ブレードの光沢が増し、炭素鋼よりも湿気や弱酸などの環境の影響に対して耐性があるため現在も広く使われている。

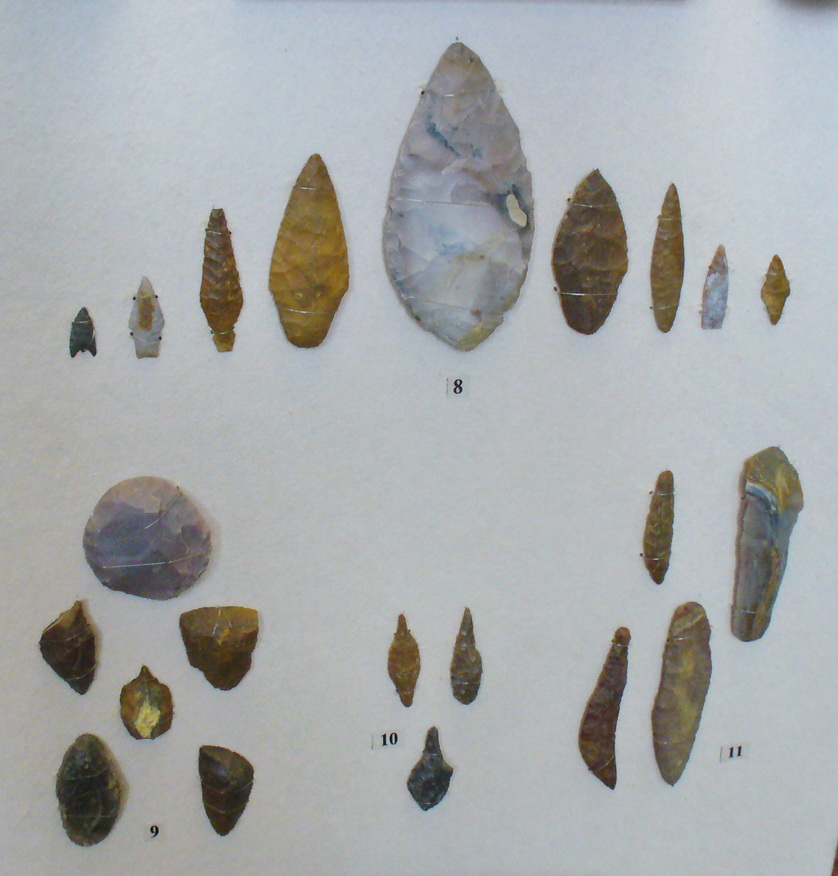
石器時代の、石でできたナイフ
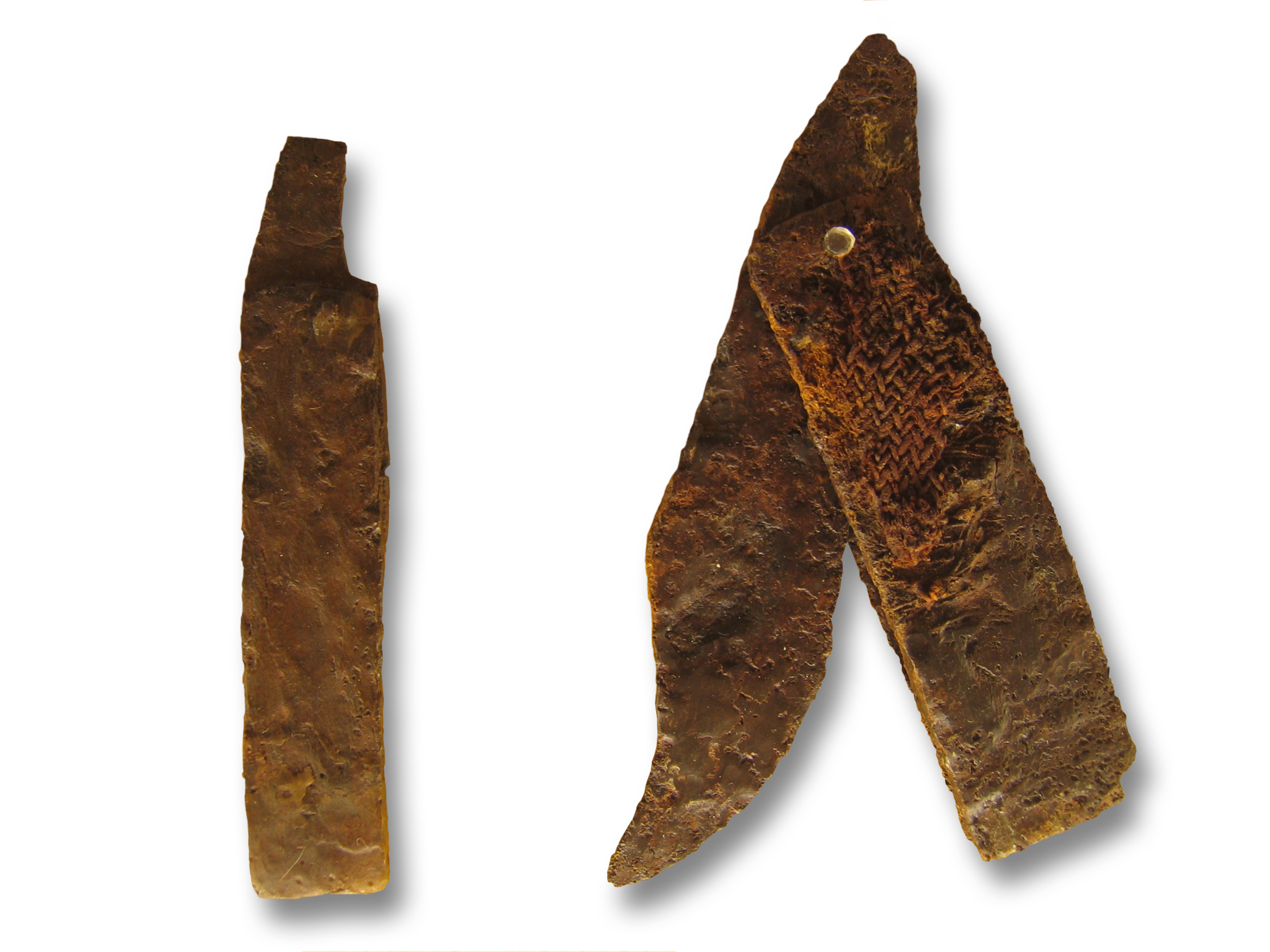
6世紀の折りたたみナイフ
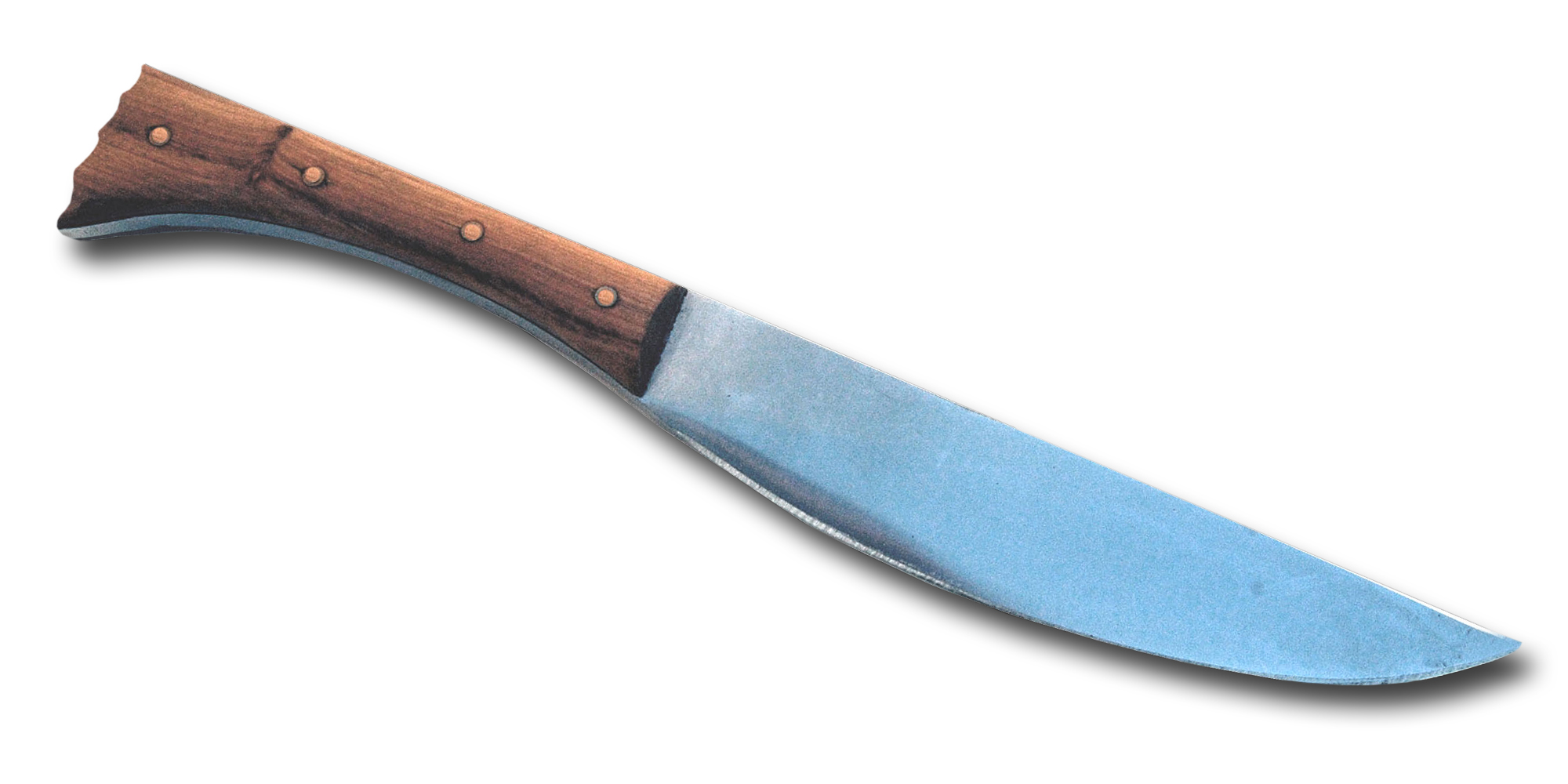
中世のテーブルナイフのレプリカ

## 分類
以下、構造や機能によって基本的なナイフの分類を示す。

### 基本構造による分類
ナイフには、基本形である固定式の刃のものと、刃を折り畳んでしまえるものがある。

#### 固定刃
固定刃（英: fixed blade (knife)）あるいは「固定ナイフ 英: fixed knife」はナイフの基本形である。現代でも、ナイフの主流である。製作しやすく、また可動部が無い分堅牢である。特に、刃渡りの長さが必要とされる用途ではこれに限られる。
携帯する場合には刃を鞘に納める。鞘は伝統的には革製や木製で、金属製の場合には刃を保護するために木製などの入れ子が設けられる場合がある。近年では合成皮革製や樹脂製もある。キッチンナイフも固定刃だが、欧米ではキッチンの調理台の上にナイフスタンドを置き、そこに数本のキッチンナイフを刺しておくのが一般的。工作用などでも固定刃は多いが、持ち歩かず家の中で特に頻繁に使用する場合は、鞘にいちいち入れるとやや不便なので、ペン立てに刃を下にして立てたり、場合によっては引き出しにそのまま入れたりする事もある。欧州ではペーパーナイフはデスク上の優雅なデザインの「文具皿」にむき出しで置いておく、というのがひとつのスタイルである。

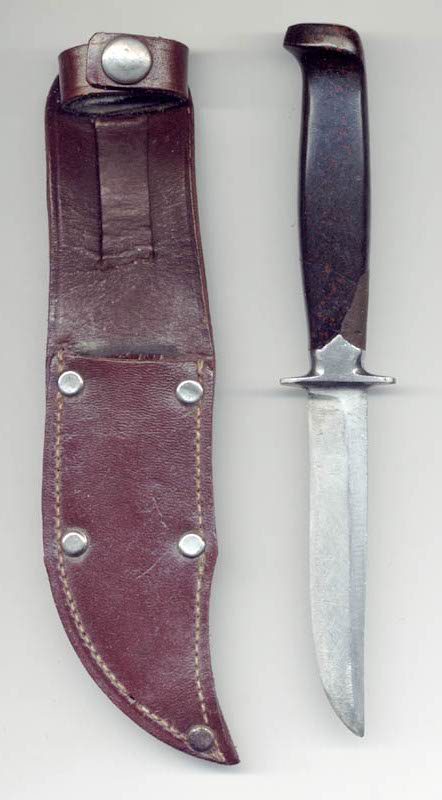
ボーイスカウトや相当する団体が使用しているナイフと鞘。革製の鞘にはベルトを通す切れ込み穴があいている。鞘から不意に抜けないよう、スナップつきのストッパーもついている。

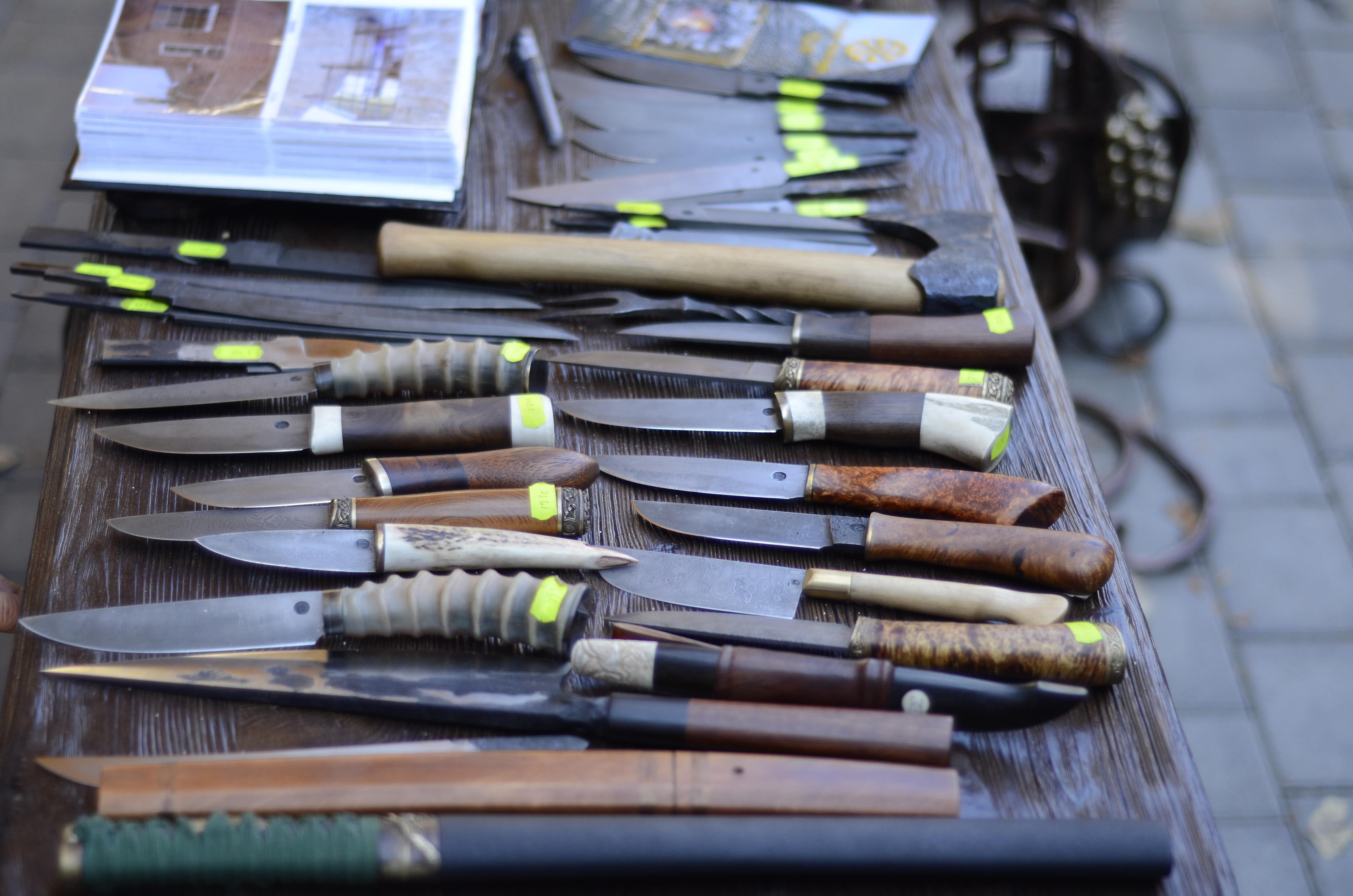
2011年9月にドネツィクで開催された鍛冶職人フェスティバルにて、陳列された多様な刃物類。流通しているナイフを無作為に並べると固定刃が圧倒的に多くなる。
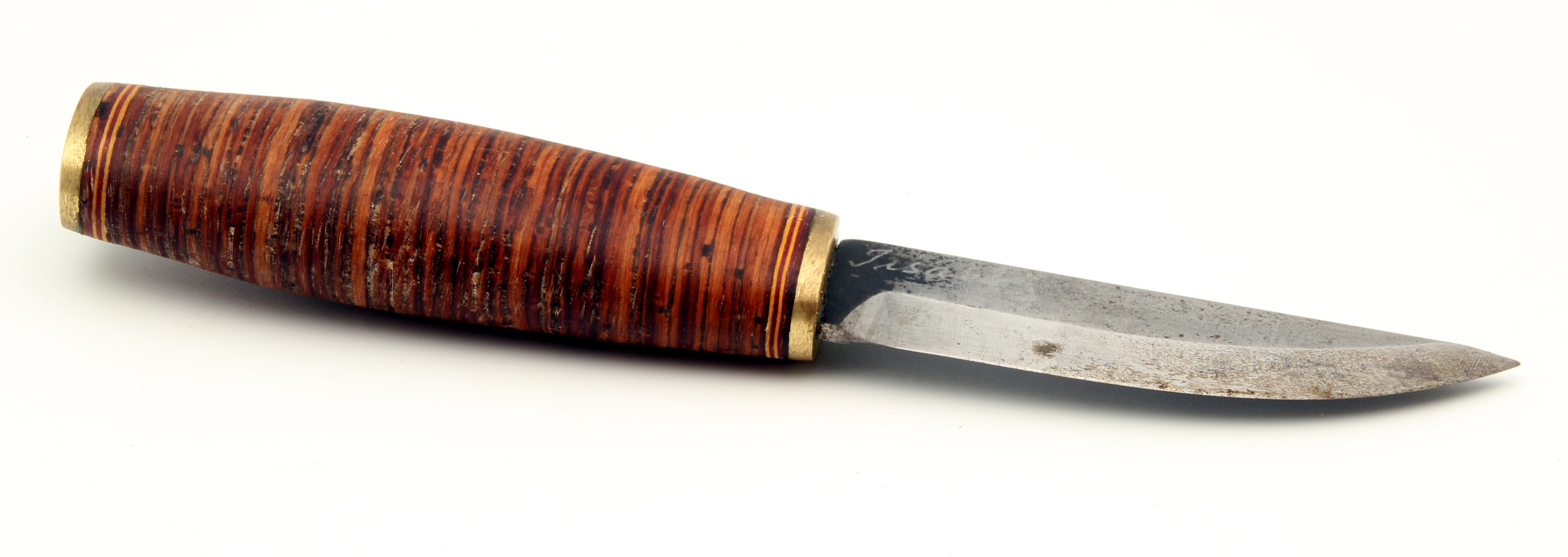
フィンランドのプーッコ
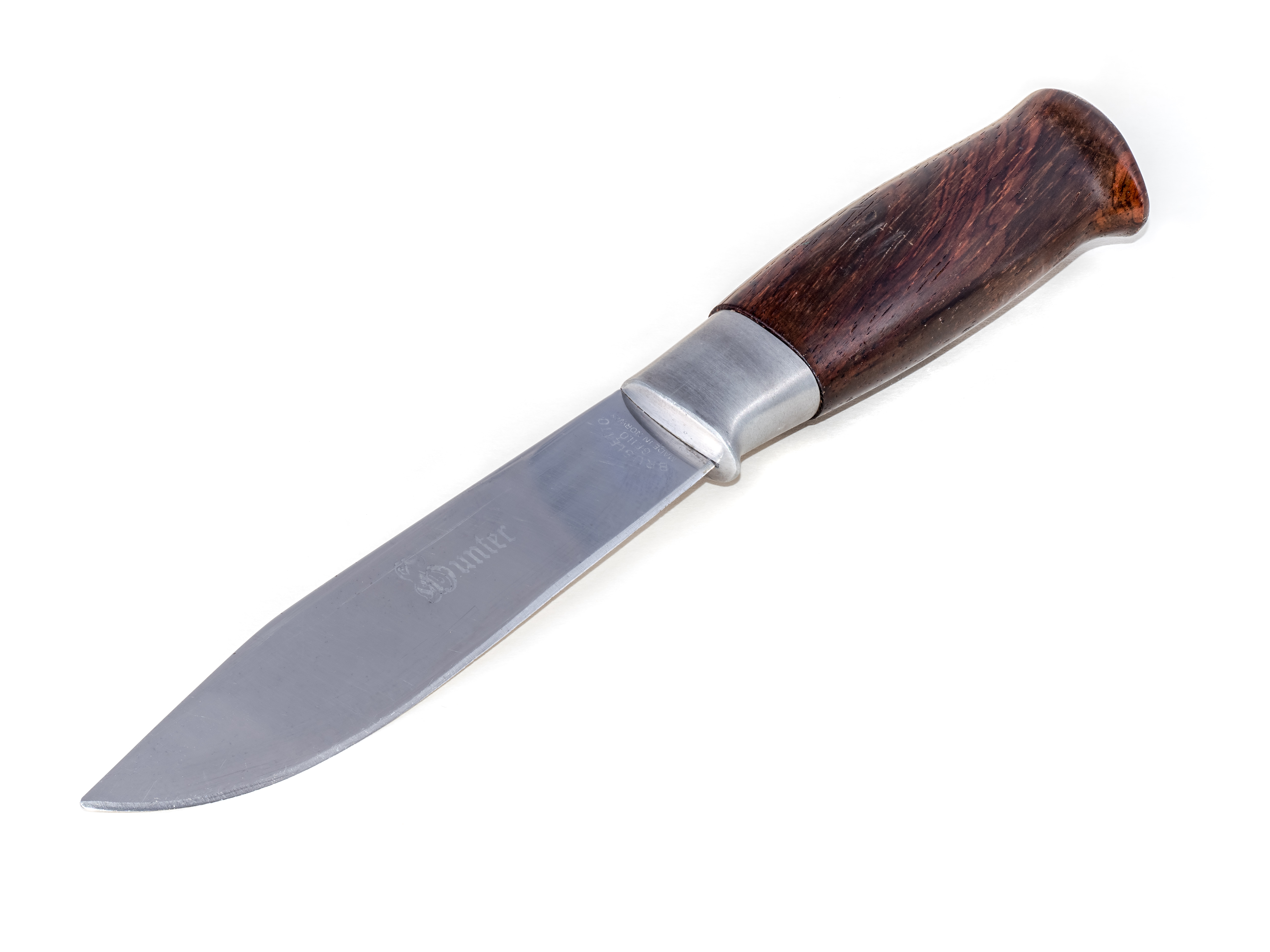
ハンターナイフ。固定刃。
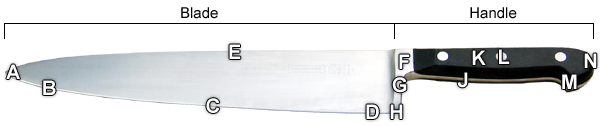
キッチンナイフ。固定刃。
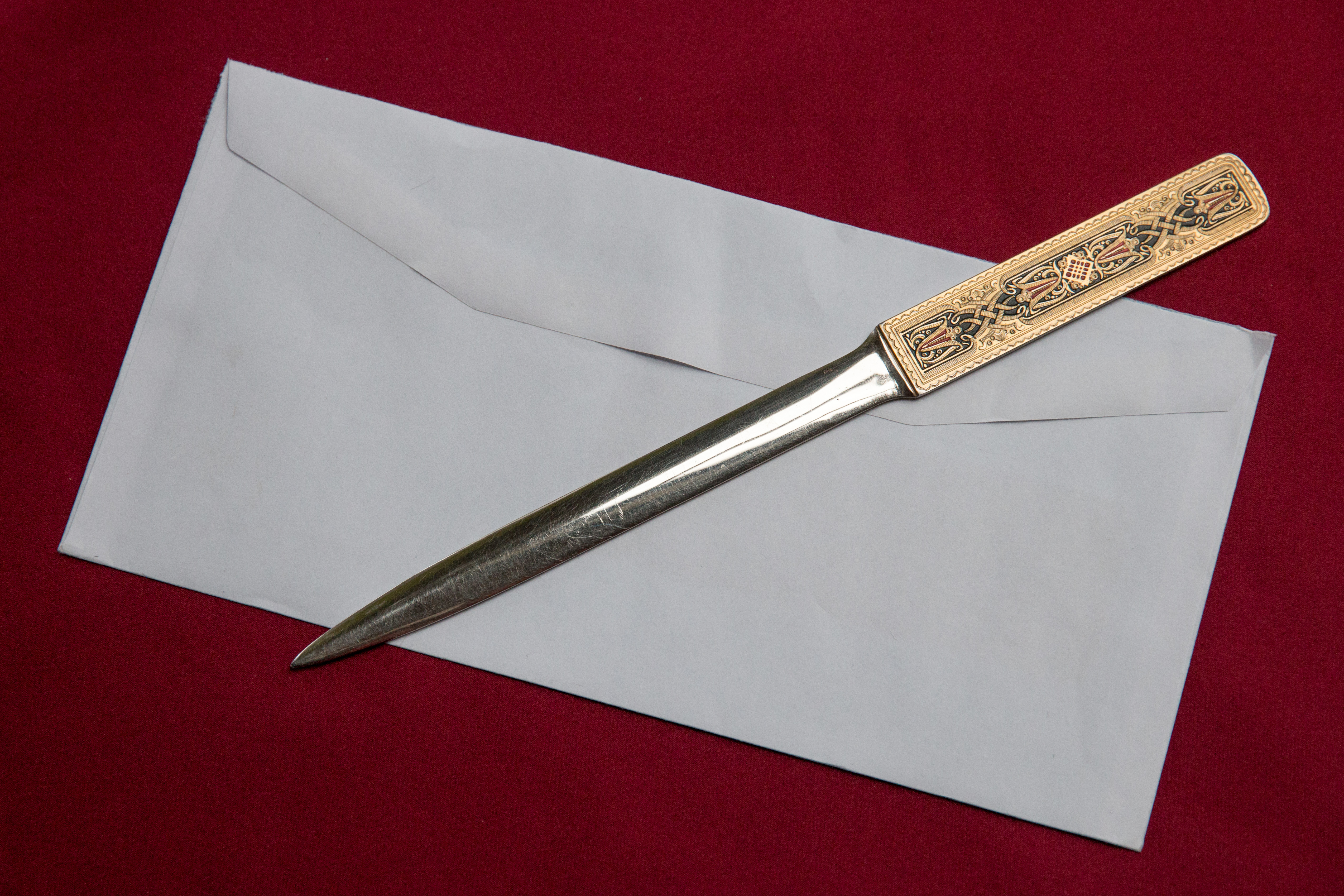
ペーパーナイフ。固定刃。

「シースナイフ 英: sheath knife」は、固定刃のナイフの中でも特に保管時に刃をシース（鞘）に収めるものを呼ぶ。鞘にベルト等を通す穴が空いているものも多く、腰につけておけば、必要時には素早く出せる。
「ブーツナイフ」は、ブーツに鞘を取り付けて使用するもの。特殊な装着位置のものには、実用的な機能の他、秘匿を目的とする、後述するファイティングナイフやダガーの類がある。

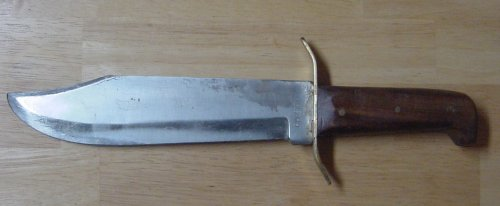
ボウイナイフ。

ボウイナイフは、1836年のアラモ砦の戦いに守備側で参加したジェームズ・ボウイ大佐が使用したナイフを原型とする、やや大ぶりで片刃のナイフである。武器であると同時に日用品としても利用でき、一般にいうところの登山ナイフやサバイバルナイフの原型となっている。

#### フォールディングナイフ

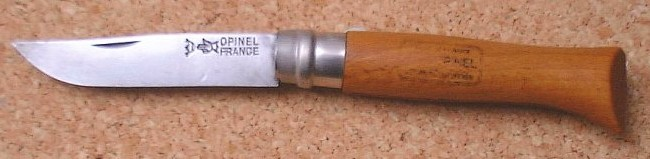
フォールディングナイフ
オピネルNo.10。ネイルマークを備える。

ロック付フォールディングナイフの構造。
上からバックロック、ボルトロック、ライナーロック。

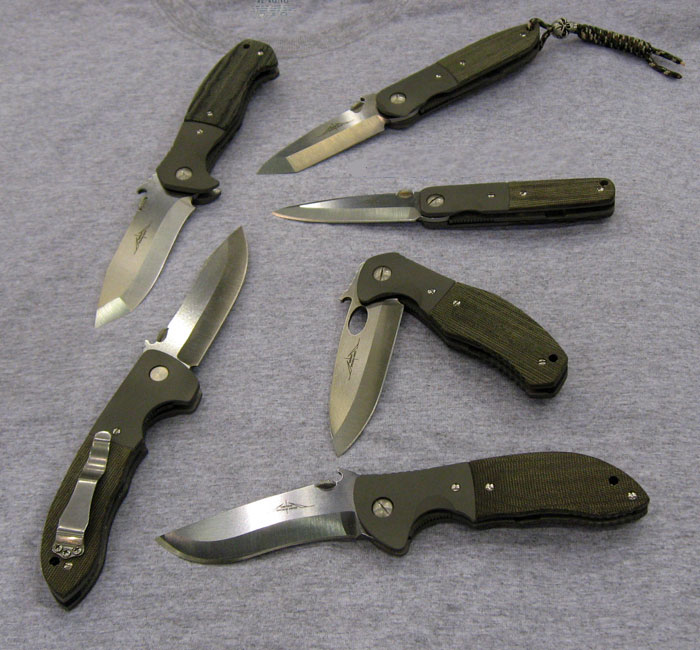
Emerson Knives社のフォールディングナイフ群。
右側・下から2番目のナイフはサムホールとウェーブを備え、それ以外のナイフはサムプレートやウェーブを備える。

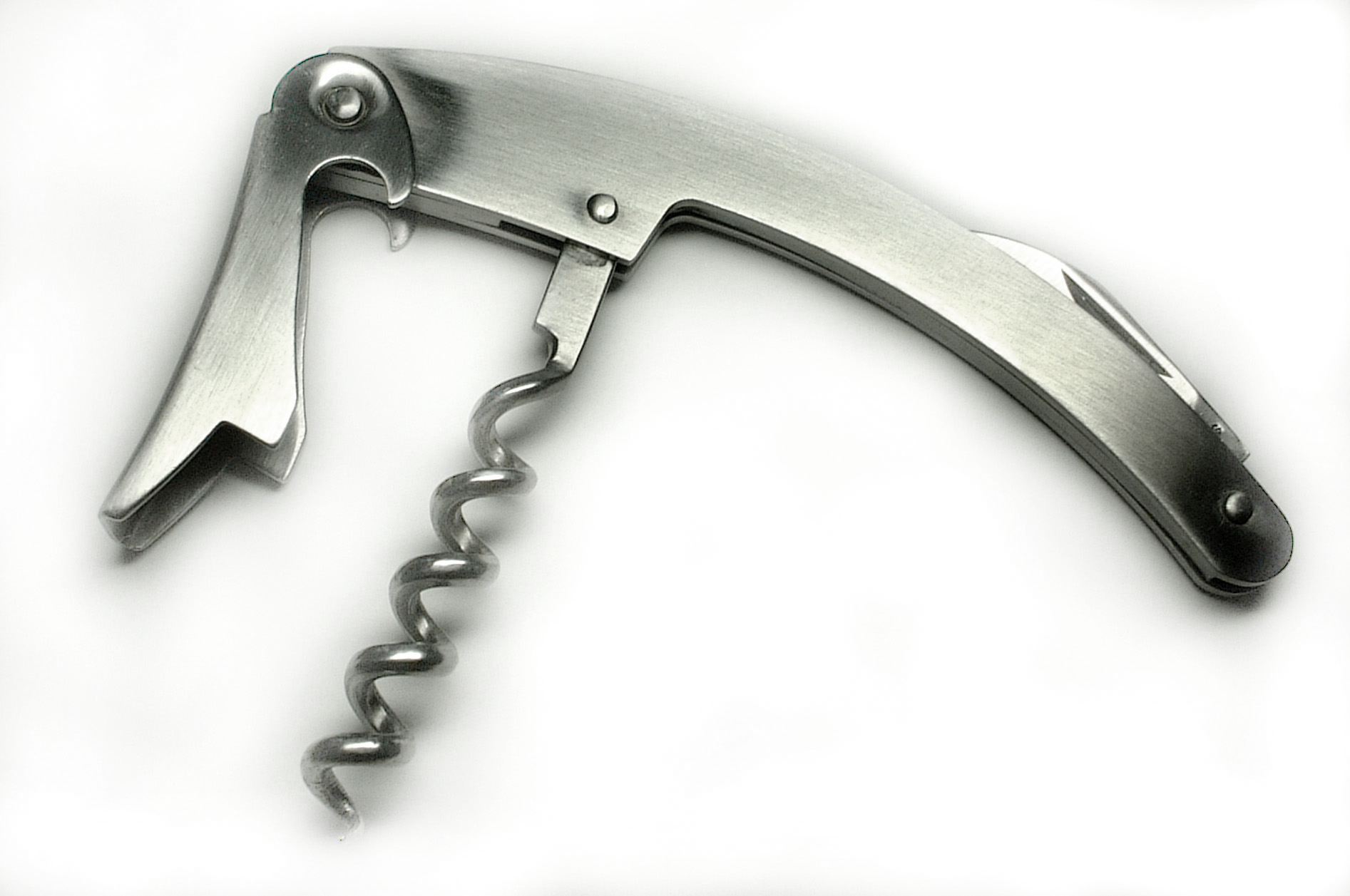
ソムリエナイフ。
コルクスクリューとコルク抜きてこを開いた様子。ブレードはグリップの背に折りたたまれている。

フォールディングナイフは、携帯に便利なように何らかの機構で柄に刃を格納できる構造のナイフをいうが、刃を折り畳んで収納するので日本では「折り畳みナイフ」と呼ばれる構造のものが大多数であり、パラシュートナイフ、バタフライナイフ、飛び出しナイフなどその他の形式は特殊なものとされる。柄よりも刃の部分が短くないと刃先端（切っ先）が収納できないため、比較的小型の物が多い。
フォールディングナイフは携帯に便利な反面、可動部があるために破損・故障しやすく、汚れや水気が入り込みそこから問題が発生する可能性もある。
なお折りたたまれた刃をばねで固定するものでは、その刃を柄の溝からつまみ出すためにブレード部分にネイルマークと呼ばれる爪をかけるための細い半月形の刻みが入っているものや、片手で開閉できるものでは、突起（サムスタッドやサムプレート）を使用するもの、さらにはブレードを貫通する形で穴（サムホール）が設けられているもの、ポケットのふちなどに引っ掛けて開けることができる波状のもの（ウェーブ）もあり、折り畳み機構の構造もあいまって様々な形状の製品が製造・販売されている。
折りたたみナイフは、携帯時に不用意に開くことも使用時に不用意に閉じることも危険な事故につながるため、柄の背に板ばねを内蔵して、ある程度の角度を境にそれぞれ刃が開く方向と閉じる方向に力を加える構造（スリップジョイント）を持つのが一般的であり、さらに開いた刃が閉じないような機械的ロック機構を持つものも多く、バックロックやライナーロック、ボルトアクション等様々な固定方式が存在する。
小型の折り畳みナイフをポケットナイフ、あるいはジャックナイフという。

#### オートマチックナイフ（飛び出しナイフ）
フォールディングナイフのうち、主にばねにより自動で開刃し、場合によっては折りたたみも行うナイフ。日本では閉じた状態から自動で45°以上開刃するものが銃刀法で所持が規制され、諸外国でも様々な規制がある。主に、通常の折りたたみナイフのように刃が回転し、自動で開刃するタイプと、カッターナイフのように刃が鞘と平行に開刃するタイプ(Out-The-Front、OTFと呼ばれる)に分けられ、OTFナイフではさらに、開刃だけを自動で行い、閉じるのは手動となるシングルアクションと、開閉ともに自動で行うダブルアクションに分けられる

#### ツールナイフ
ツールナイフとは、刃以外にドライバーや缶切りなど他の機能を担うツール（ツールブレード）を持っているもののことである。機能の数によって「n徳ナイフ」（nは整数）などと呼ばれる。このタイプで代表的なものは、歩兵の基本装備にもなっている、メインブレード以外に缶切り・ドライバー・栓抜きのツールブレードが（計3枚）付いているアーミーナイフであり、しばしば一本のブレードが複数の機能を持ち4-7程度の機能を持っている（。例えばビクトリノックスの製品では、缶切り・栓抜きブレードとマイナスドライバー大小やワイヤーストリッパーが複合されている。

スイスアーミーナイフ。
ビクトリノックスマウンテニア。

その他、ペンチやワイヤーカッター等の工具類がついているプライヤーツール、コルク抜きや釣り針外し等を持つキャンプやレジャーに便利なものなど様々なブレードがある。赤いハンドルの「スイス・アーミーナイフ」の通称で有名なビクトリノックス社、ウェンガー社の製品には、30以上にもおよぶ機能を内蔵したものもある。
写真はソムリエ（ワイン鑑定士）がワインの開封、抜栓に用いるソムリエナイフないしウエイターズナイフと呼ばれるもので、小ブレード、コルクスクリュー、コルク抜き梃子を持つ3徳ナイフであり、てこという特殊な利用法のために板ばねを内蔵しないフリーブレード構造になっている。

## 用途による分類
世界には多種多様なナイフが存在している。中には特定の用途だけに特化したナイフもあり、その用途に使うには非常に便利である。ただしそれ以外には使いづらいことが多い。本節ではこれら多種多様なナイフのうち代表的なものを一部紹介する。

### テーブルナイフ（食卓用ナイフ）

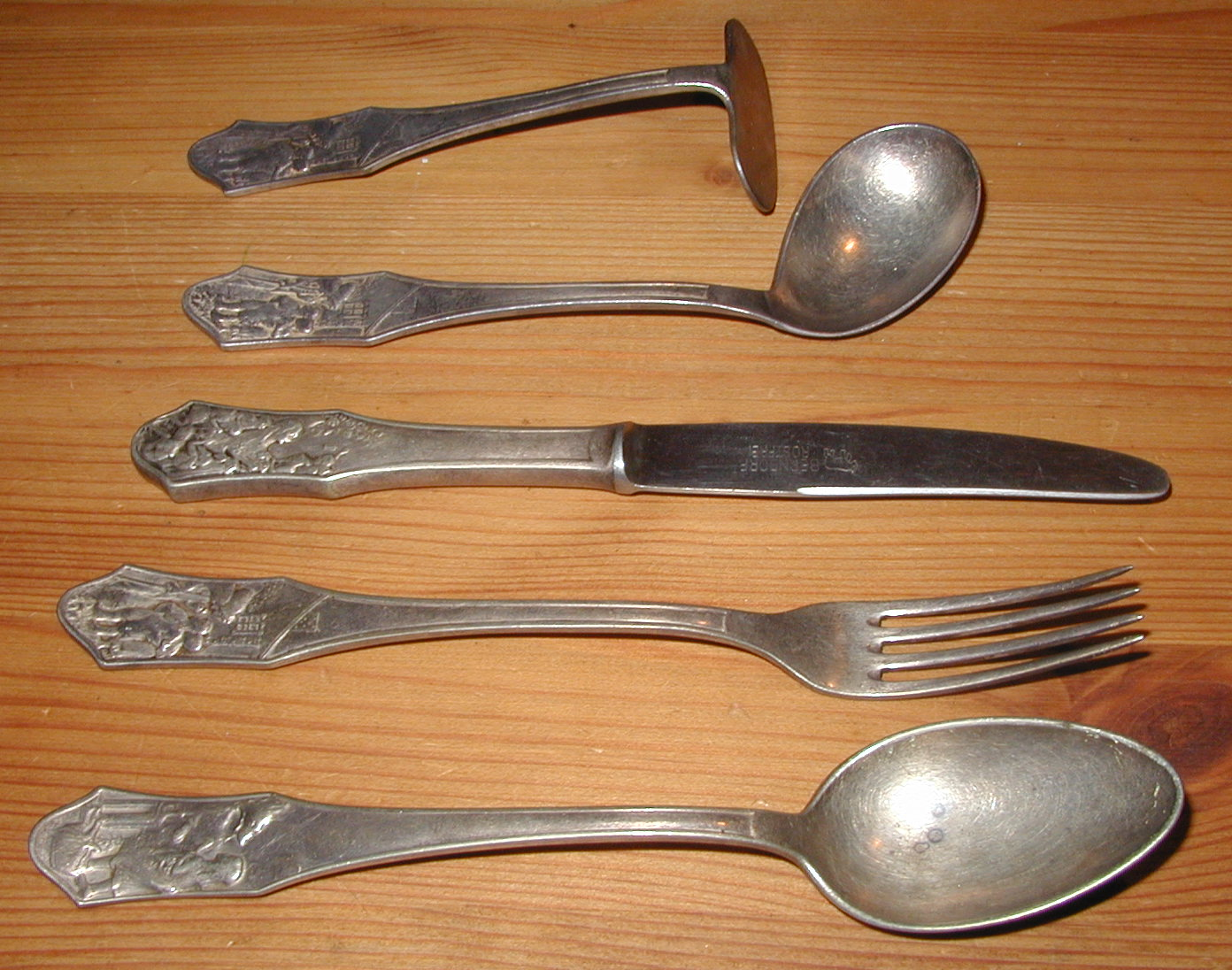
中央が食卓用ナイフ。

欧米型の食習慣がある地域では、食卓で食事をする場合はテーブルナイフが用いられる。スプーンやフォークなどとともにカトラリーを構成し、カトラリー類のセットでは統一的なデザインとなっていて、しかも優雅なデザインのものが多い。古くは調理された肉を切り取るためによく切れる刃がついていたが、今日ではやや切れ味を下げ細かい鋸刃を持つものが一般的である。ナイフ類は右手で持つのがマナー（左手にフォークを持ち、右手のナイフで肉が口に入る大きさに小さく切り、左手でそれを口に運ぶ）。バターやジャムなどペースト状の食品をとったりパンに塗ったりするための「バターナイフ（バタースプレダー）」は刃付けされていない。
欧州の畏まった席での食事は「コース料理」（フルコースとも）であり、料理が提供される順が「オードブル」→「スープ」→「魚料理」→「肉料理」→「デザート（およびコーヒーなど）」と決まっており、それに対応するカトラリー類の順番、テーブル上の配置も決まっている。あらかじめ給仕によってテーブルセッティングが行われ、位置皿（ディナープレート）の右側に、外側からオードブル用ナイフ、魚用ナイフ、肉用ナイフが配置される（なお、さらに外側にスープスプーンが配置される）。食べる時は、ナイフ類はディナープレートから遠い側から順に使ってゆく。また、位置皿の上側にデザートナイフが配置され、これは最後に使う。パン皿も食卓上に配置され、付近にバターナイフも配置される。
食卓で塊の肉を切り分ける際にはフィレナイフやステーキナイフ、果物を切り分けたり皮をむいたりする場合にはフルーツナイフが利用される。
なお機内食に供される食器ではプラスチック製の鋸刃のものが利用されている。「武器への転用の防止、ハイジャック抑止」とも言われるが、主たる目的は使い捨てにすることで衛生的で簡便な食事を提供することである（→機内食）。

### キッチンナイフ（包丁も含む）

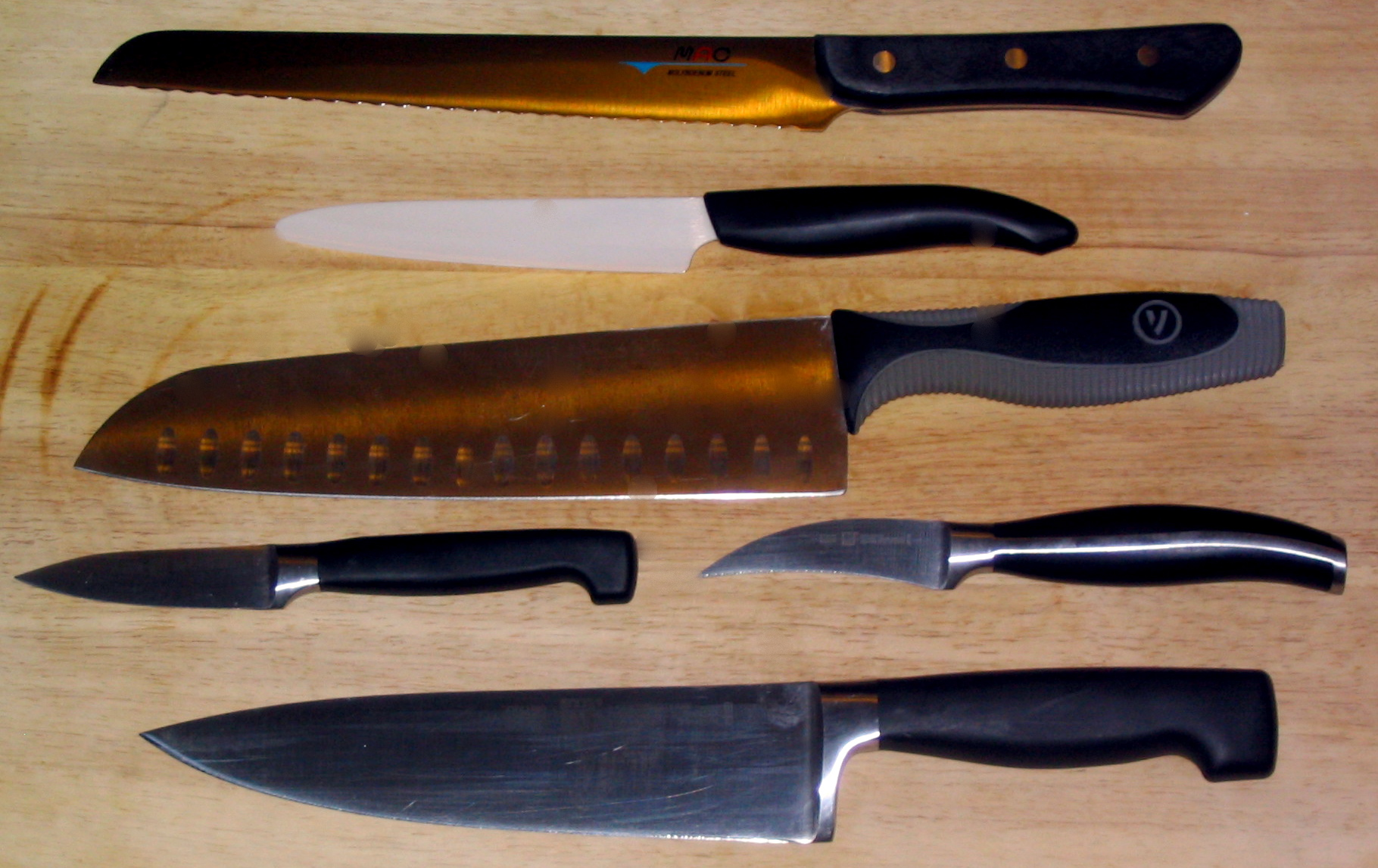
色々なキッチンナイフ。

英語で「kitchen knife」であり、キッチン（調理場、台所）で使うナイフのこと。包丁もキッチンナイフの一種である（和包丁や中華包丁もkitchen knifeの一種に分類される）。
一般的なタイプは刃の先端（切っ先）は尖り、刃幅は広く、適度に薄刃で、野菜も肉も一通り切れるようになっている。主に肉類用の牛刀などは、やや細身で刃渡りが長く作られる。フィレナイフは、特に生の肉類を切り分けやすく作られている。パン切りはパンとの摩擦を減らすために細身で、粗い鋸状の波刃になっている。菜切は野菜専用であり、四角い形状で刃幅が広く先端は尖っていない。

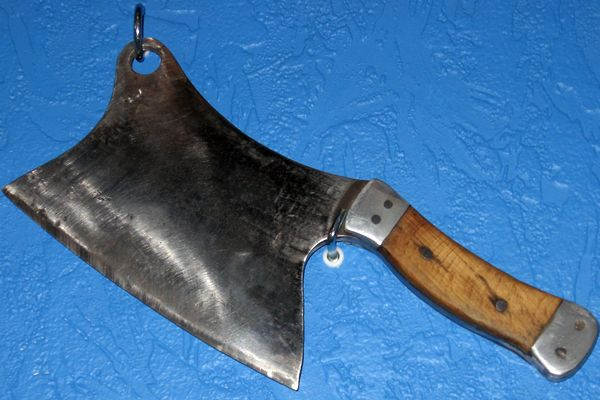
ブッチャーナイフ。

#### 解体用ナイフ（ブッチャーナイフ）
精肉業者が用いるナイフで、食用の獣肉を切り分けるという目的に特化しており、「叩き切る」機能を重視したもので、鉈（なた）や斧に近く、汎用の刃物ではない。独特の構造・形状を持ち一般では利用されないが、かつて一般家庭でもニワトリなどの家禽程度であれば屠殺が行われていた時代では（地域によって、農村部を中心に）似たような用途・形状の刃物が家庭でも用意されていた。

### 戦闘用ナイフ
武器としての使用を主眼においたナイフ。銃の普及以降は武器としてのナイフの位置づけは低下している。
組み付いての超近接戦闘に用いられていた。日本では武士達は太刀や打刀の他に脇差や短刀を持ち、格闘戦の際などに用いていた。西洋では刺突能力を強化するために両刃であることが多いが、日本では基本的に片刃である。ネパール山岳民族のグルカ兵は作業・戦闘兼用のナイフとして、独特の刃が内側に曲がった「ククリ」を携行し、その殺傷力の高さは使い手の勇猛さとあいまって恐れられている。実用品としてのナイフには暗器（＝隠し持つ武器）としての性格があり、コンパクトに折りたたんで収納するものもある。
現代社会では多くの国で民間人は武器を携行することは違法とされており戦闘用ナイフは軍人以外では、コレクターが自宅に保有し鑑賞しているにとどまる。
なお、“ナイフを投げる”（投げナイフ）という戦闘方法は、火器の発達した近代軍隊においては戦闘方法としては現実的ではなく、白兵戦における非常手段として以上に扱われていることは通常ない。“ナイフ投げ”を訓練に採り入れている軍隊でも、ナイフの取り扱いに習熟するための技法として以上に位置づけられている例はない。冷戦期にはソビエトの特殊部隊であるスペツナズの装備として、柄に内蔵されたバネの力で刀身を射出することのできる特殊なナイフがある、とされており、これは欧米では「スペツナズ・ナイフ」の名で呼ばれ、“実物である”もしくは“実物を模倣した”との触れ込みで各種の製品が販売されていたが、ソビエト崩壊後の情報公開の結果としては「ナイフ形の特殊消音拳銃の誤認であった」という結論となっている。

#### 軍隊での使用

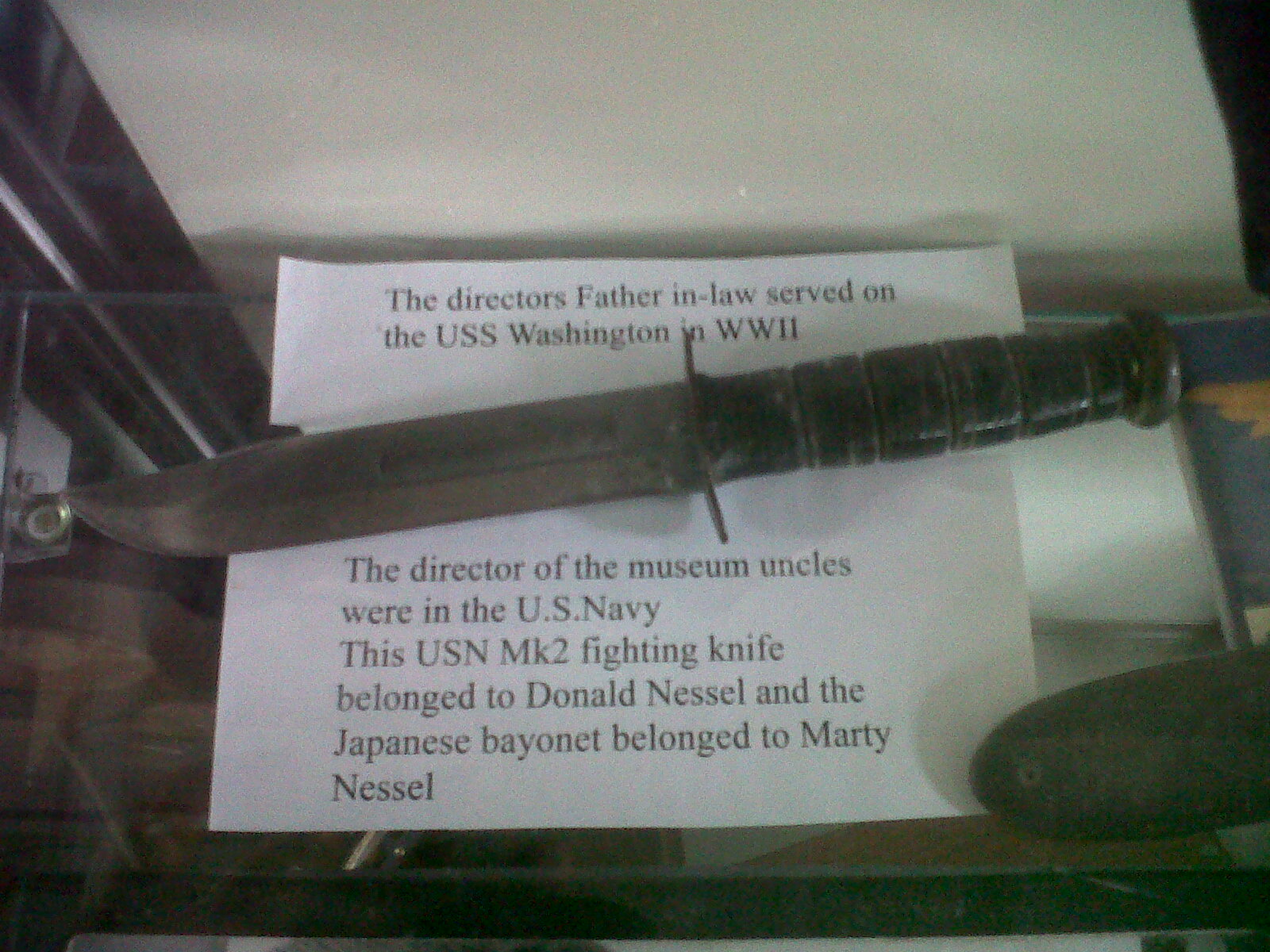
アメリカ海軍 Mk2ファイティングナイフ。第二次世界大戦期のものだが、現在でもほぼ同じ形状のナイフが制式採用されている

軍隊で使用される戦闘用ナイフでは銃剣が著名だが、銃剣は本来は先込め銃の時代に小銃に着剣して槍として使うために刺突能力のみが重視されており、刃がついていない（斬りつけることができない）ものが多くあり、ナイフとしての性能は求められないものであった。兵士は銃剣とは別に近接戦闘用のナイフを持つことも多く、砲兵が装備した大型のナイフである砲兵刀や、塹壕戦で使われたことからトレンチナイフと呼ばれたもの、CIAの前身であるOSSでも使用されたフェアバーン・サイクス戦闘ナイフが挙げられる。これらのナイフの多くは刺突能力を向上させるため、諸刃の構造を持つ“ダガー”形状となっている。

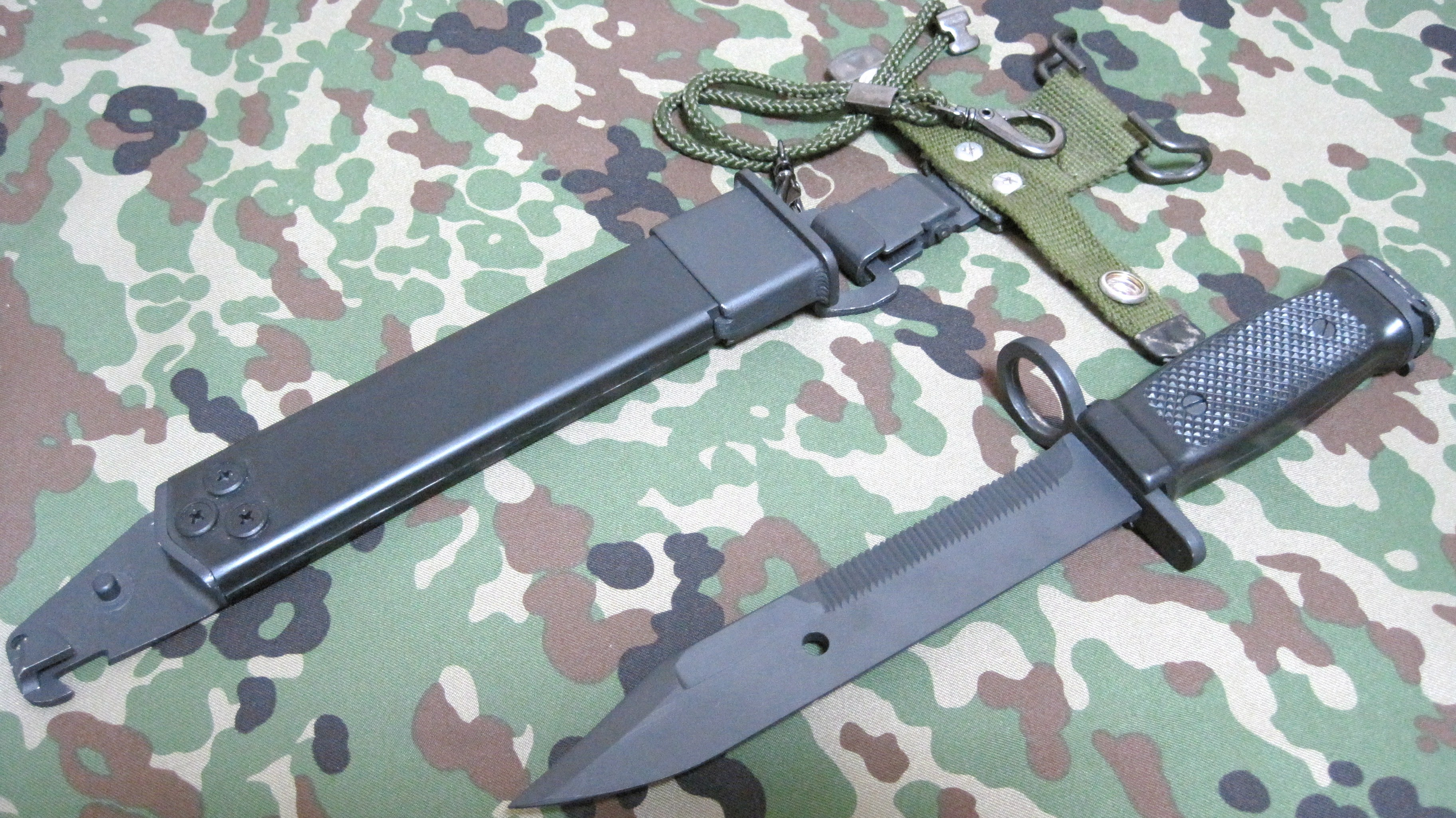
89式多用途銃剣（画像のものはレプリカ）
ワイヤーカッターや鋸刃を備える

しかし、現代では自動火器の発達で、ナイフに頼らずとも近接戦闘を行うことが容易になったため、純粋な戦闘用ナイフは求められなくなってきている。そこで軍隊で用いられる戦闘用ナイフは「ナイフとしても使える銃剣」という形で一本に集約され、銃剣自体もワイヤーカッターや鋸刃が付く等、多機能化する傾向にある。
なお、軍隊は野外での雑事用としてもナイフを必要とすることから、ナイフを個人に支給する例が多い。これは大きく、米軍で第二次世界大戦期から使用されるKA-BARや、湾岸戦争の頃に採用されるコールドスチール Recon Scoutのようなシースナイフと、1891年からスイス軍で採用されている。ビクトリノックス ソルジャーのようなツールナイフに二分される。
軍隊ではナイフは最も紛失しやすい物の一つであるため、米軍では私物のナイフを使用することが認められている。そのため兵士を対象にしたナイフが刃物メーカーやカスタムナイフメーカーにより多く制作・販売されている。

#### サバイバルナイフ

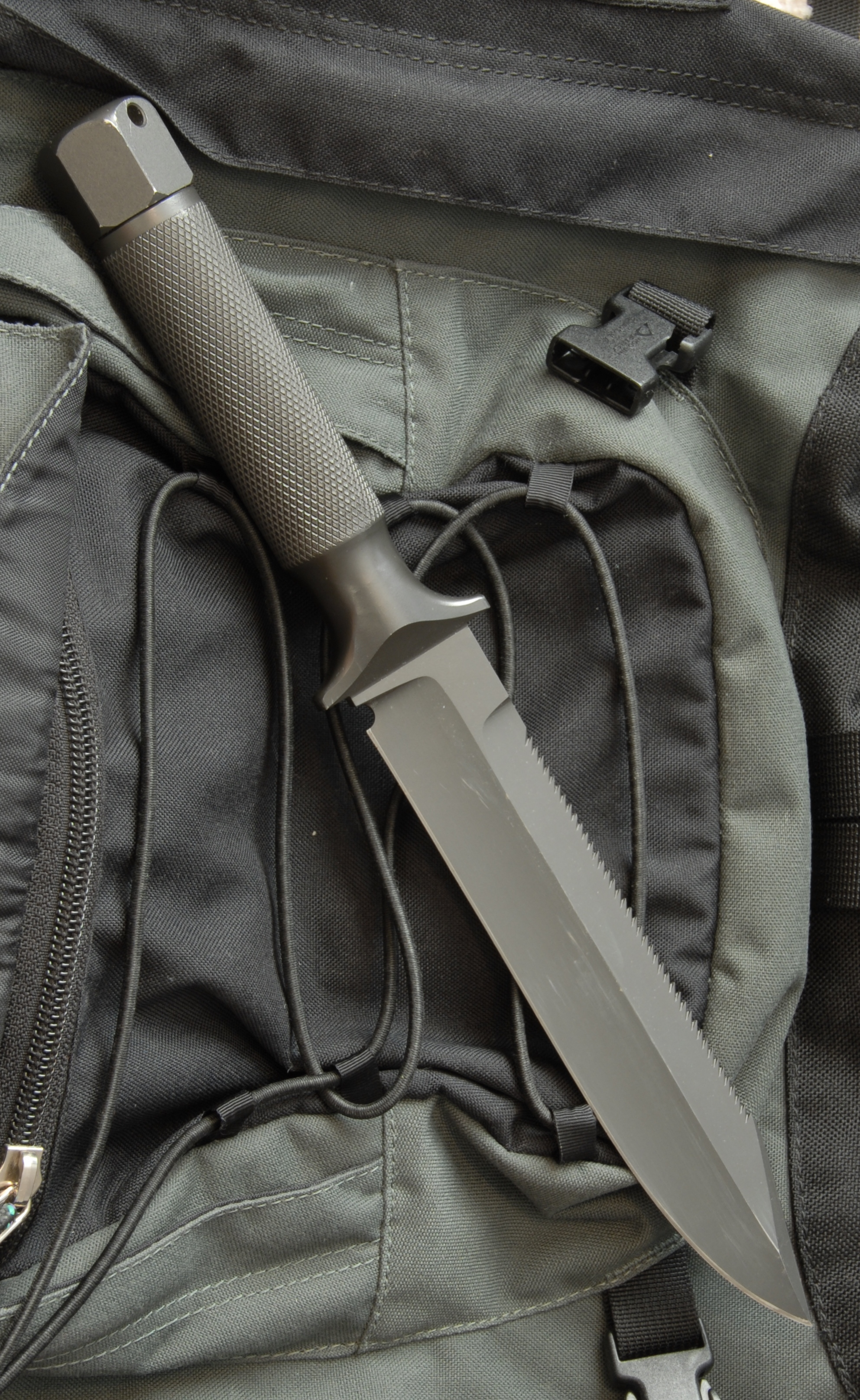
刃背にセレーション（鋸刃）を持ち、ハンドル部にコンテナを持つサバイバルナイフ。
Chris Reeve Knives Mark.IV

遭難などで他の装備を失った場合に、これを活用し生きのびる（サバイバル）ために設計された、堅牢な大型のナイフのこと。
サバイバル一般論で言えば、汎用のナイフがあるだけでも生存可能性を格段に高めるが、サバイバルナイフではその考えを更に推し進め、ハンマー代わりや風防や窓のガラス割りとして使える金属製の頑丈な柄頭を備えるものや、墜落した航空機からの脱出（射出座席を備えた戦闘機よりも、主として輸送機や爆撃機、ヘリコプターでの想定）を想定して刃の背に金属を切断する鋸刃を設けたり、遭難時に風雨から身を守るためのシェルター（避難場所）を作る場合に木を切ることに役立つワイヤー状のノコギリが添付されていたり、方位磁針を備えるなど、「サバイバル」に役立つと考えられる様々な工夫が凝らされている。
そして、それらがコンパクトかつ携帯性に優れるよう設計され、柄（ハンドル）を中空にしてその中に釣り糸、釣り針など自力での食料調達のための装備やマッチ、医薬品を格納する等、他のナイフには見られない特殊な設計がなされた製品もある。またこの類の製品はコンテナの蓋の部分に方位磁石が組み込まれていることがある。ナイフケースに研ぎ石、もしくはメタルマッチ等を収納するポケットが付いている製品も存在する。
また、戦地でのサバイバルには、移動中に遭遇した敵との戦闘、さらに野生生物からの自衛も想定されるため、武器としての威力と堅牢性は課題の一つであり、棒をつけることで槍として使うことを想定する製品や、剛性を高めるため柄を含めナイフ全体を削り出しで一体形成とした製品も存在する。
サバイバルナイフは、キャンプ・登山・釣り用としても使えるが、不必要にかさばり、加えて暴力的な印象を周囲に与えるという欠点があり、一般には避けられる傾向にあるが、ナイフ愛好家の中にはあえてこれを愛用する者もいる。
なお、多くの市販の中型・大型シースナイフや軍用ナイフは、往々にしてサバイバルナイフとの境界が曖昧となる。
映画『ランボー』に登場して有名になった様式のものに関しては「ランボーナイフ」と呼ばれることもある。ちなみに同映画シリーズで使われたナイフは、米国のナイフ作家（カスタムナイフ製作者）であるジミー・ライル（『ランボー』・『ランボー/怒りの脱出』）、ギル・ヒブン（『ランボー3/怒りのアフガン』）に特別発注されたもので、刃渡りが30cm近くあり、実用性よりも映像的な見栄えが重視されている。戦闘を意識したファイティングナイフ（一種の剣）の中には同じ位の長さを持つナイフもあるが、サバイバルナイフとしては例外的に大きなサイズとなっており、実用性があまり考慮されていない、コレクター向けのナイフとなっている。

### 登山ナイフ

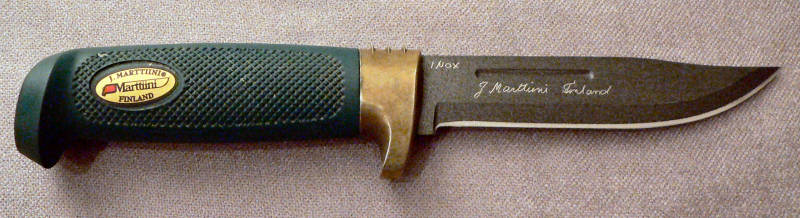
いわゆる「マルティーニナイフ」。

かつての登山・アウトドアでは焚き火の薪取りや藪漕ぎなどで大型のナイフや鉈を使用する場面があった。しかしその場合も「シースナイフやナタを登山に使っていた」のであり、登山ナイフと言う分類ではなかった。さらに近年では登山道の整備、携帯コンロの進歩、環境問題などから、ナイフを使って藪こぎや薪取りをする機会はほとんど無くなった。現在一般的な登山では小型の多機能ナイフなどを、ナイフとしてではなく缶切りやハサミ目的で携帯する程度である。現代では真の意味の緊急時などに備えた程度の数十グラムしかない超軽量ナイフも登場している。

#### 野外活動用ナイフ（フィールド＆ストリーム）
アウトドア活動用のナイフ。「フィールド＆ストリーム」は「野原と河原」の意で、ナイフメーカー側の呼称である。主に握り易く滑りにくいハンドル（握り）を持ち、多少手荒に扱っても折れたり曲がったりしない堅牢性を備える。また長期間風雨に晒されても性能に支障が出ず手入れもしやすいよう、単純な構造の製品が主である。釣った魚や捕らえた動物の解体・調理、植物の切断、藪はらい、木の細工などができる。おおもとの形状としては登山ナイフに近い。
なお、もともと登山家が壁面登攀など、ザイルを用いる登山をする場合、必要とあればザイルを切ったりする必要があるので中型のナイフを携行することは一般的であった。携行法としては、鞘に収め腰などに吊る。
フォールディングナイフは、力を思い切り入れた時に刃が動くと、使う人自身を傷つける可能性があったので避けられたが刃を固定するロック機能つきのものも増えた。スパイダルコ社の製品など、手袋をしたまま片手で扱える製品も現れた。
キャンピングナイフ
キャンプ全般向けに便利な機能をまとめたナイフ。主にフォールディングナイフである。キャンプだけでなくハイキングやトレッキングなどにも用いられ、ザイルを用いないレベルの登山ならキャンピングナイフだけで済ます事も多い。なお、キャンピングナイフに類されるものでもロック機構や握り易いハンドル形状を備えた製品もあり、登山でも使用可能であるため、その意味で境界は曖昧である。

#### 狩猟用ナイフ（ハンティングナイフ）
狩猟においては、獲物に止めを刺したり解体作業に用いたりしても壊れない、丈夫なナイフが必要となる。
ハンティングナイフには、獣皮を切り裂く鋭い切れ味と、骨に当たっても関節に差し込んで筋を切っても折れたり欠けたりしない丈夫さが求められる。これらの解体作業に当たっては、皮を剥いだり肉を切り出したりする用途ごとに違うナイフを用いることもある。ガットフックは筋を切って解体を助け、スキナーは皮を剥ぐために刀身を薄く、形状は反り返り先端は鋭くなく作られている。また、これらのハンティングナイフには、血を被っても滑りにくく丈夫で握りやすい、柄の部分が必要である。
日本では、マタギが熊狩りに使い「ナガサ」と呼ばれる、伝統的なハンティングナイフも存在する。柄の後端が開いた筒状になっているものは「袋ナガサ」と呼び、熊と出くわしたりした際には立ち木を柄とする槍になる。また、アイヌ語を語源とする「マキリ」という小型ナイフも、多用途ナイフとして北海道や東北各地に形状を変えながら使われ続けている。
重厚な作りから、ナイフコレクター等に好まれる種類でもある。

#### 鉈状ナイフ（ブッシュナイフ）

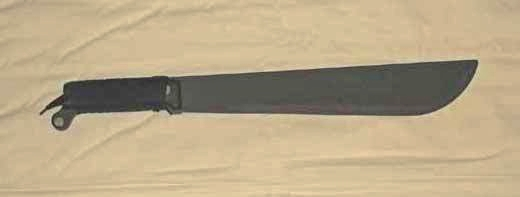
ブッシュナイフ・鉈により近い「マチェット」（山刀）とも呼ばれる。

植物の密生した環境で進路を確保するために草や低木をなぎ払う藪漕ぎ等の用途に特化した鉈状の特大型の刃物。いわゆるナイフとしての汎用性は無く、その大きさゆえに操作法も限られ、用途はおおむね限定的である。野外生活においては汎用性に特化したユーティリティナイフが別途必要となる。保安パーツとして不可欠なシースと呼ばれる鞘には、合成樹脂製や木製、厚手の布を縫製補強した物などがあり、肩に担いで携帯するよう長いベルトが付属するものも見られる。
形状としては、先端部に行くにしたがって幅広で重くなるようなものが主流で、これにより勢いをつけて緩やかで大きな動作により、あまり腕力を使わず重さと慣性で先端部の速度を増し、効果的に対象を切断することができる。大柄で振り下ろすことに向き、また単純な構造と壊れにくい頑健な作りである。
打ち下ろす動作で武器として大きな威力を求められるため、山中で突然に遭遇した危険動物（毒蛇や大型肉食獣）などからの自衛手段、さらに戦時における戦闘地域にあっては白兵戦に用いられることもある。
その類型には、生活民具から武器としても利用される伝統的な汎用大型刃物が世界各地に伝わり、アジアではフィリピンのボロ、マレー諸島のゴロックやパラン、ネパールのククリ、台湾の蕃刀などが知られる。

### 山菜掘り（山菜掘りナイフ）

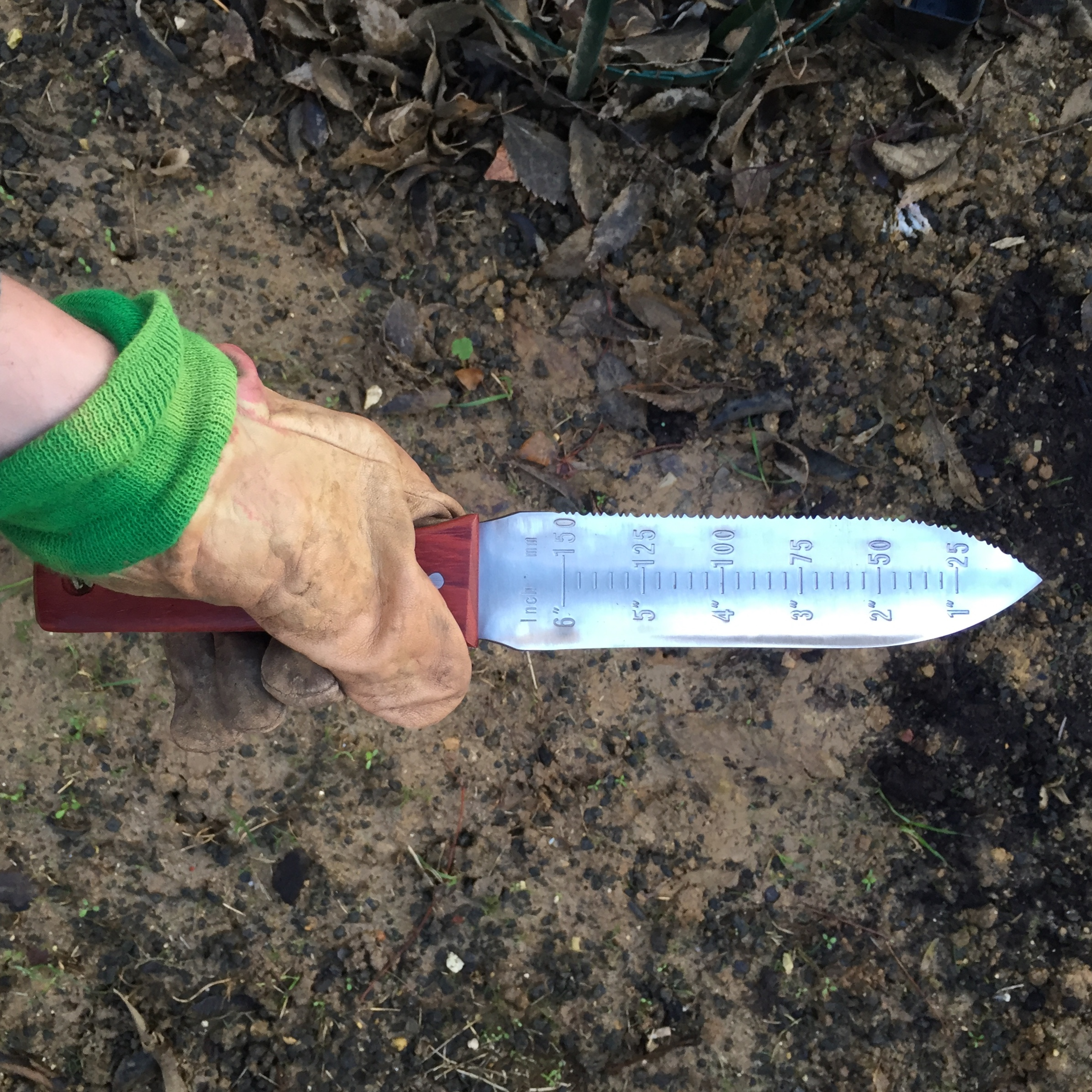
刀身に目盛りの刻まれている山菜掘り (Hori-hori Knife)
目盛りの単位はインチとミリメートルとなっている

山菜をはじめとした植物の採集、またガーデニング等の園芸作業に用いられるナイフで、ナイフというよりは園芸用こて（移植こて）に近いものである。
先端は剣状になっており、両刃で片側は鋸刃状になっていることが多い。また、刃身の断面は緩い曲線形状になっており、物を切るよりは、土を掘る、植物を根ごと地面より抜く、といったシャベルとしての用途に最適化されている。用途の性格上さほど鋭利な斬れ味は必要とされないため、鋭く刃付けされることはないが、硬い土質の地面に突き立てたり、草木の根を断ったりといった力のかかる作業にも用いることを考慮して、全体的に堅牢な作りになっている。
この「山菜掘り」は、海外にも近似した刃物や道具はあるものの日本独自のものであり、日本国外では「Hori Hori」（日本語の「山菜「掘り」が転化されたもの）という名称で知られている（en:Hori hori）。日本の製品が輸出されている他、海外で模倣して生産されたものもある。

### 電工ナイフ

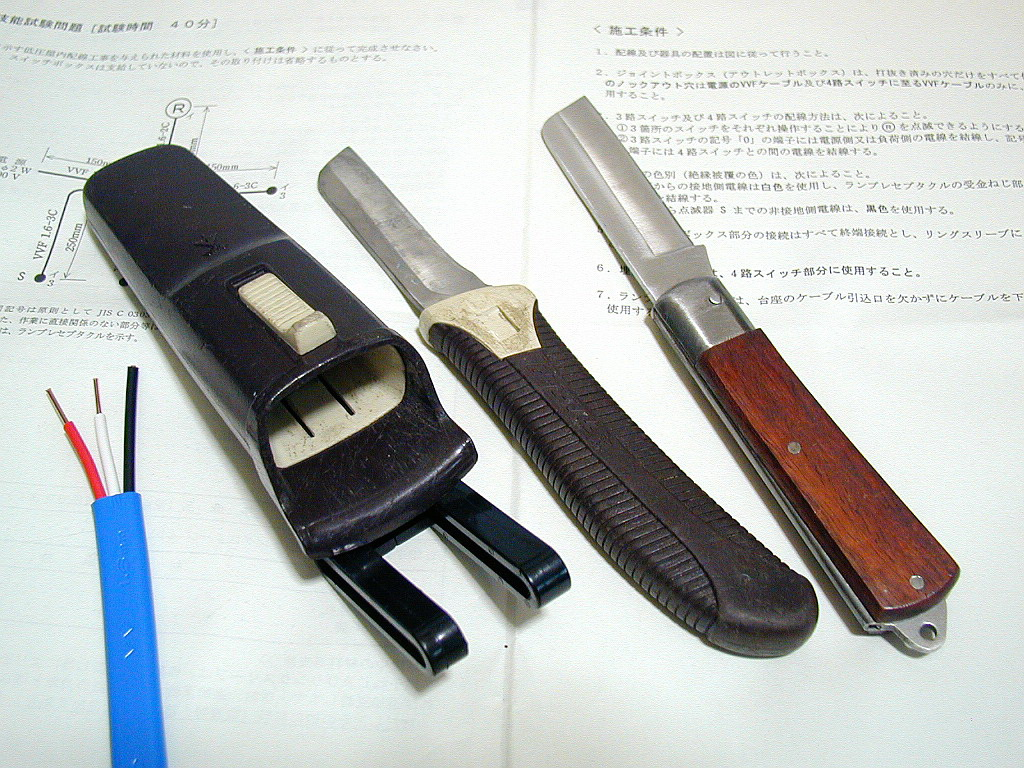
日本の電工ナイフ。右から折り畳みタイプ、鞘付きタイプ、その鞘。鞘の突起をスライドするとロックが掛かりナイフが脱落しない。左端は加工中の電線。

電線など線材加工用の、鉈に似た形状で刃が厚めのナイフ。電気工事が行われる電柱上や配電盤内など身動きしづらい状況に合わせ、工具ベルト（安全帯・胴綱）へ安全・コンパクトに収納できる、また被覆剥き作業に特化して突き刺し機能を持たない、折りたたみ式のナイフを指した。主に電気工事士用としてこの名があり、資格試験に取り扱い方法が出題されることもあった。近年は作業効率から折りたたみ機構を廃し、汎用性から切っ先も持った、工具ベルトに吊るせるプラスチック製の鞘とセットになった製品が普及している。
線材加工では刃の中央から手元寄りを主に使い、充分な硬度と芯線を傷つけない適度な切れ味が望まれる。このため刃付けは両刃で刃角は大きめ、炭素鋼が多く使われる。柄は木や鹿角が使われたが、現在ではほとんどがプラスチック製である。また、前述のように高所や狭い場所の作業に合わせ、脱落防止用にロック機構付きの鞘や、ストラップ用の紐穴を備える。
なお、弱電用途の線材（通信・映像・音響用ケーブルなど）は被覆が柔らかく芯線も柔軟なので、ワイヤーストリッパーが主に用いられる。電源用ケーブルでも低圧・器具用程度ならカッターナイフでも代用可能だが、配電用や高圧用のケーブルでは被覆が硬く、専用工具か電工ナイフが必要である。
グローブの使用を前提としており通常は絶縁性を持たないため感電リスクがある。絶縁性を持つ製品もあるが専ら特殊用途である。

### 海用ナイフ

#### 船上用
セーラーナイフは水夫（セーラー）が甲板作業で使用するナイフである。主目的がロープの切断であることや揺れる船上で尖った物は危険であるため、柄に紐を通す穴を付けた電工ナイフのような折りたたみ式が多い。大日本帝国海軍では「折メス」と呼ばれていた。ロープを切りやすくするため鋸刃となっている物もある。
近年ではロープの結び目をほどくマーリンスパイク、シャックル（U字の金具）のネジを緩めるシャックルキーなどと合わせたツールナイフとして提供されている。

#### 潜水作業用

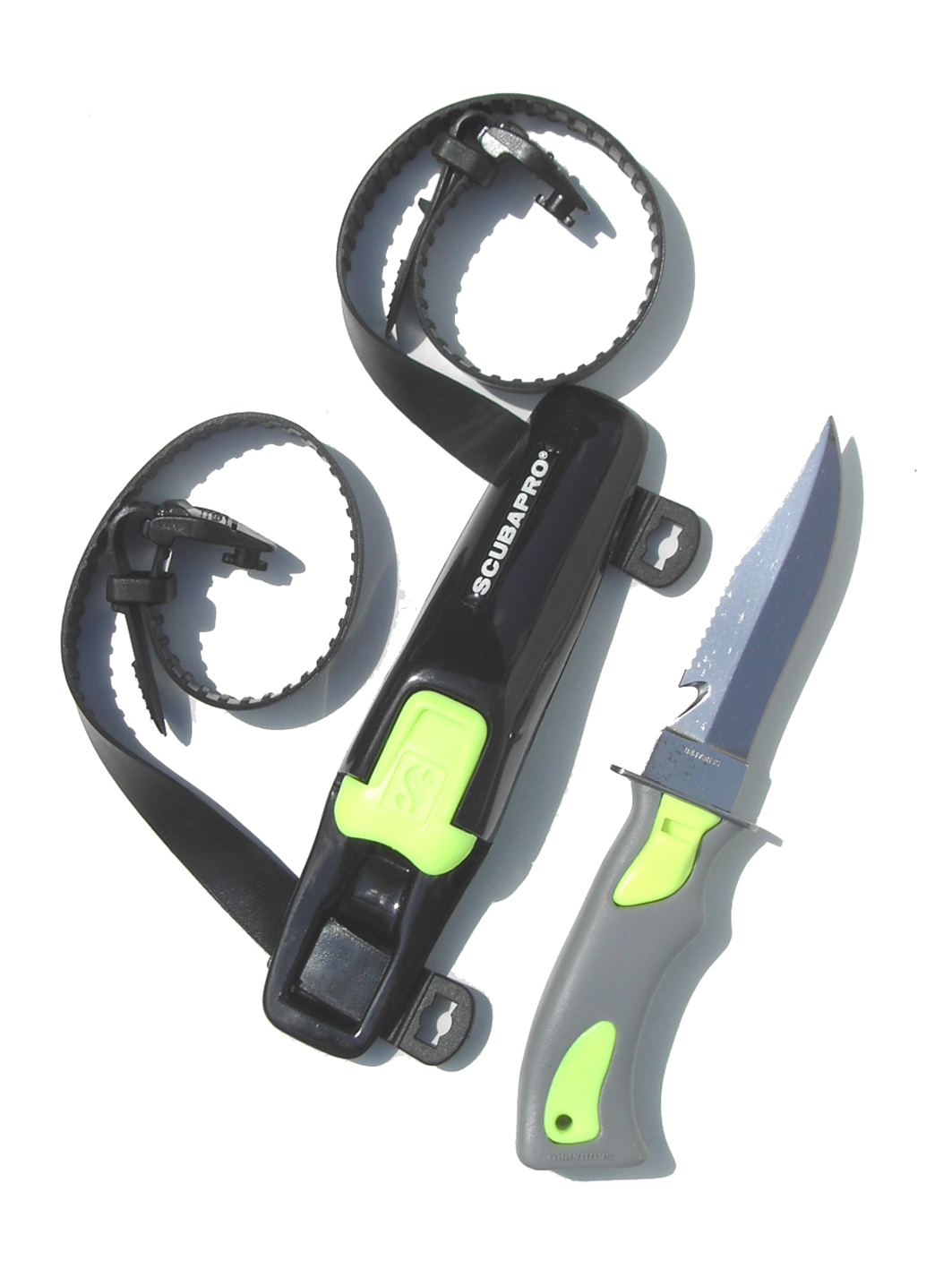
ダイバー用ナイフの一例。シースの緑色の部分はストッパーで、ナイフの柄を握った手の人差し指などでここを押し込めば、ナイフを抜き出すことができる。

ダイバーズナイフ（ダイビングナイフ、水中ナイフとも）はスキンダイビング程度ではあまり必要ではないが、スキューバダイビングの場合には必須とされる。海中で使用するため、刃には錆びにくいステンレスが用いられ、中性浮力に近づけるため柄には中空で刃以上の大きさを持つ樹脂が用いられたり、コミュニケーション手段に水中でエアタンク（空気ボンベ）や石を叩いて音が出しやすいように柄の端に金属が剥き出しになっていたり、手袋をはめた手でも脱着しやすいように工夫されている。着脱に際して胴回りのスキューバ機材を傷つけると命に関わるため、装着位置は実用ナイフには珍しく主に脛であり、シースにもそのためのベルトが付いている。潜水時には様々な姿勢を取ることが多く、上下逆様になる場合もあるため、シースにはナイフが抜け落ちることを防止するためのストッパーが備わる。
特に海中では、海草に絡まったり、網などに引っ掛かったりして、生命の危険に晒されることが多く、また素手で触ると危険な生物も多いため、これらのナイフは、ダイバーの生命を守る道具として利用される。あくまで作業用の道具という位置づけであり、危険な生物と戦うための武器ではない。なお、水中で物を切る場合は、空気中で物を切るよりも摩擦が少なくて、刃先が滑ることが多いため、わざと目の荒い砥石で研いで、刃先を細かい鋸刃のように加工する。
その他、数多いレジャーダイビングの楽しみ方の中に、魚に餌を与えるフィッティングがあるが、水中で魚の餌を切り分ける際にも、これらダイバーズナイフは利用される。
なお潜水作業者は、業務中は鋭利な刃物の携帯を法律で義務付けられている職種である。

### 医療用ナイフ

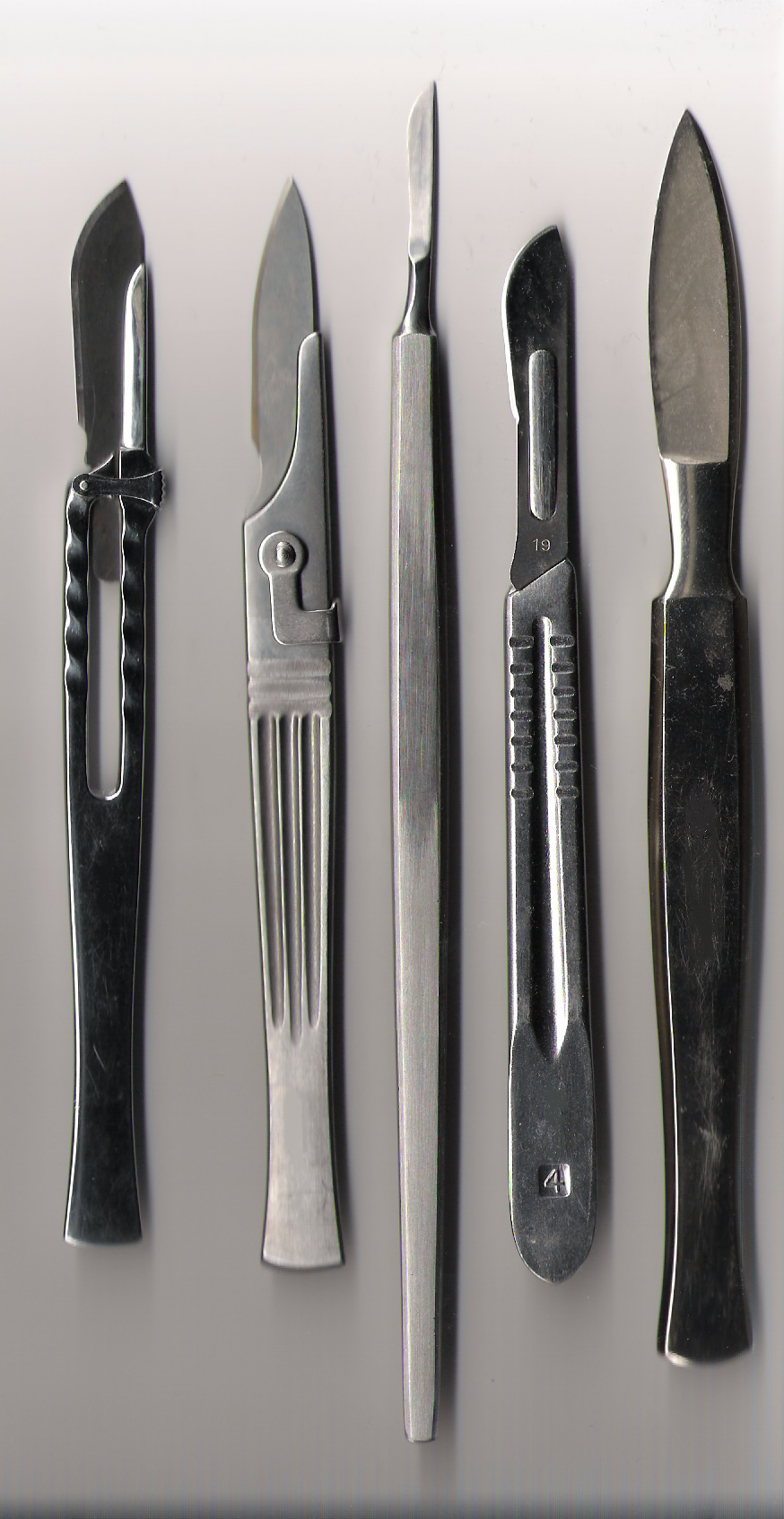
各種医療用ナイフ（メス）。

手術や解剖などで用いられるもので、いわゆる「メス」のこと。

### 絵画用ナイフ
絵画用ナイフは一般的に刃が付いていないことが多い。
- ペインティングナイフ：絵を描く時に使用するナイフ。先端は菱形で、大きさや太さの種類が多くある。

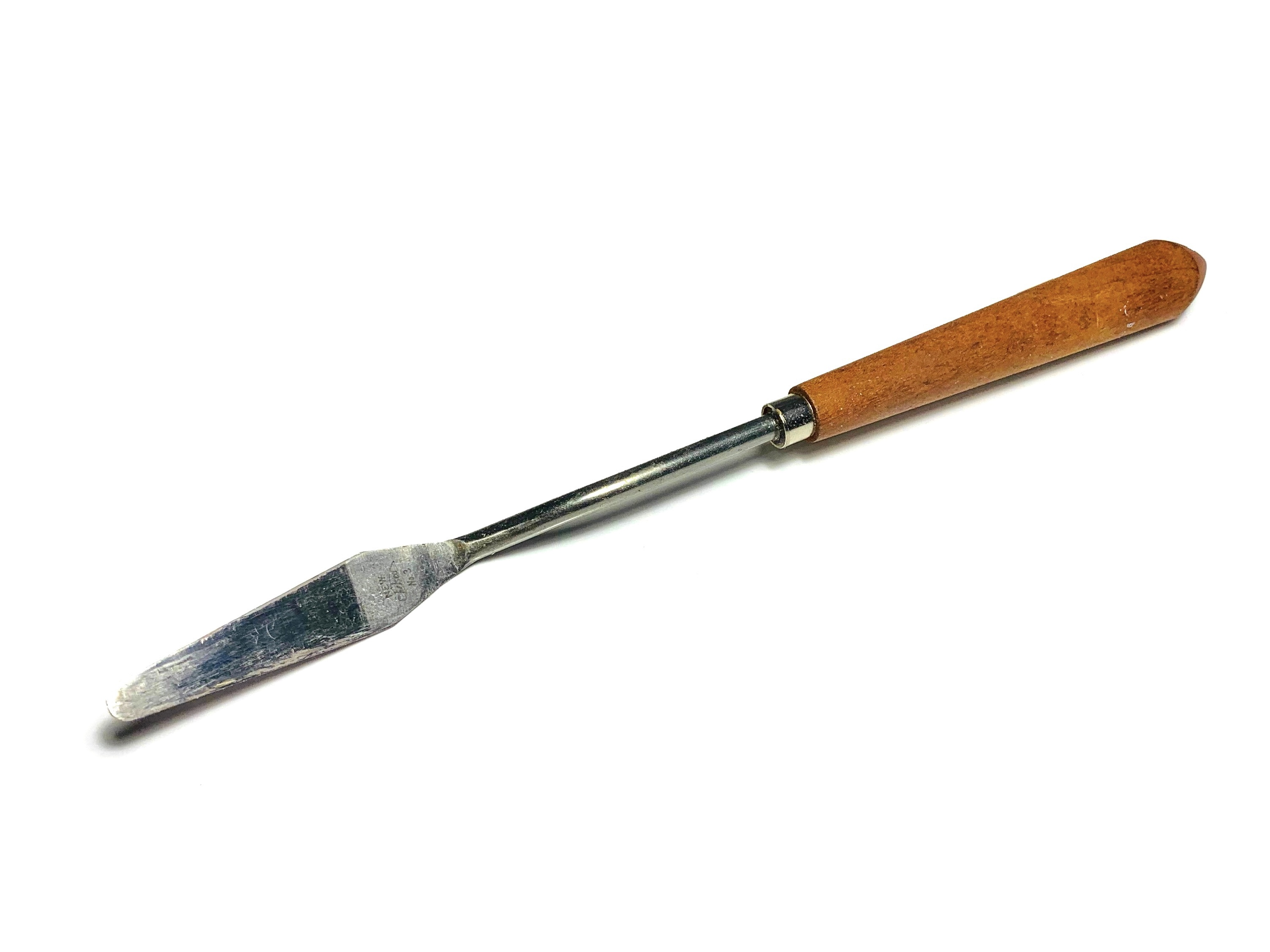
ペインティングナイフ

- パレットナイフ：先端の角が丸くなっている。パレット上で絵の具を調色したり、パレットに残った絵の具を掃除したりするときに使う。

### 儀礼用ナイフ

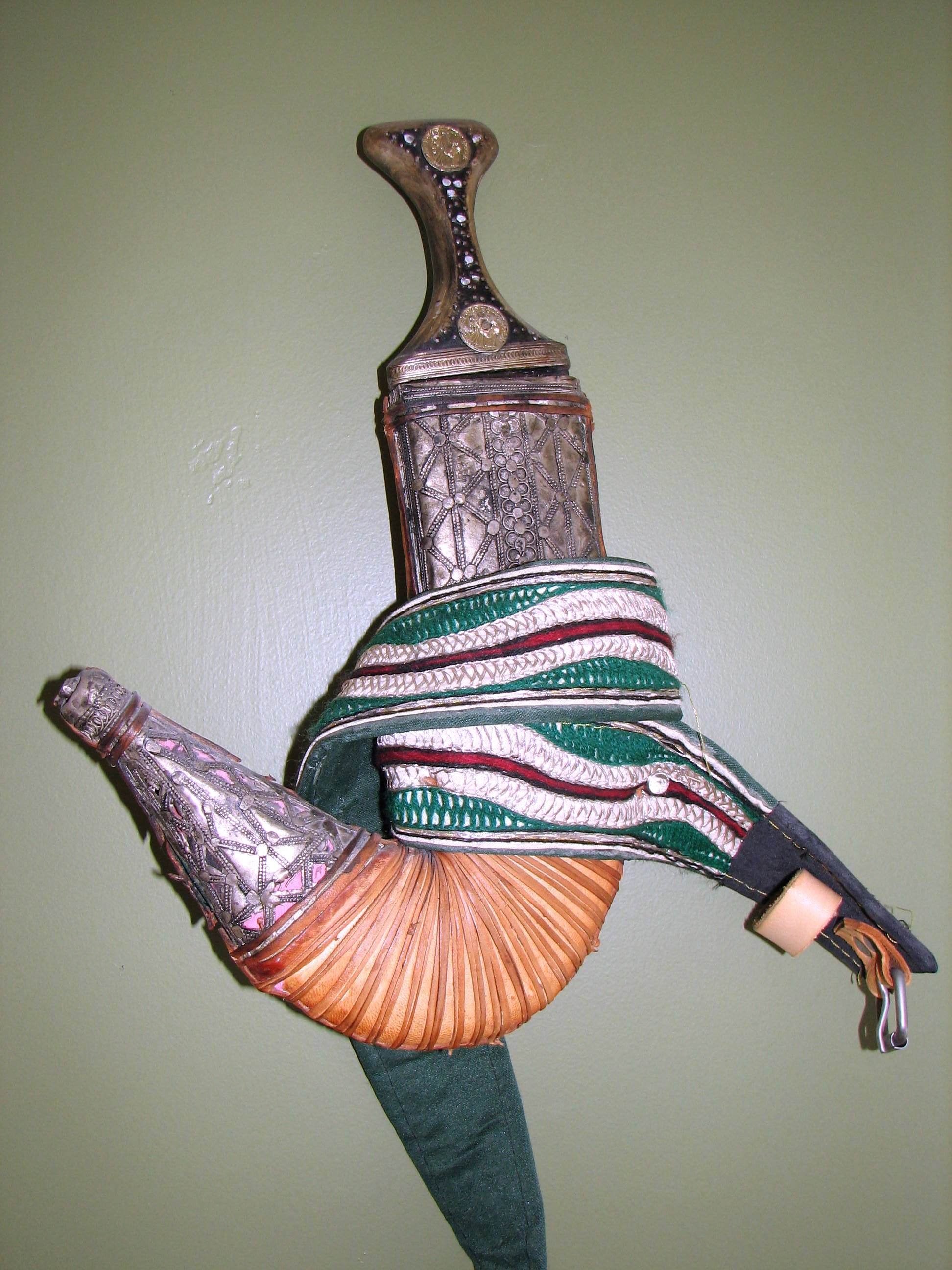
アラビアの伝統的ナイフ、ジャンビーヤ。

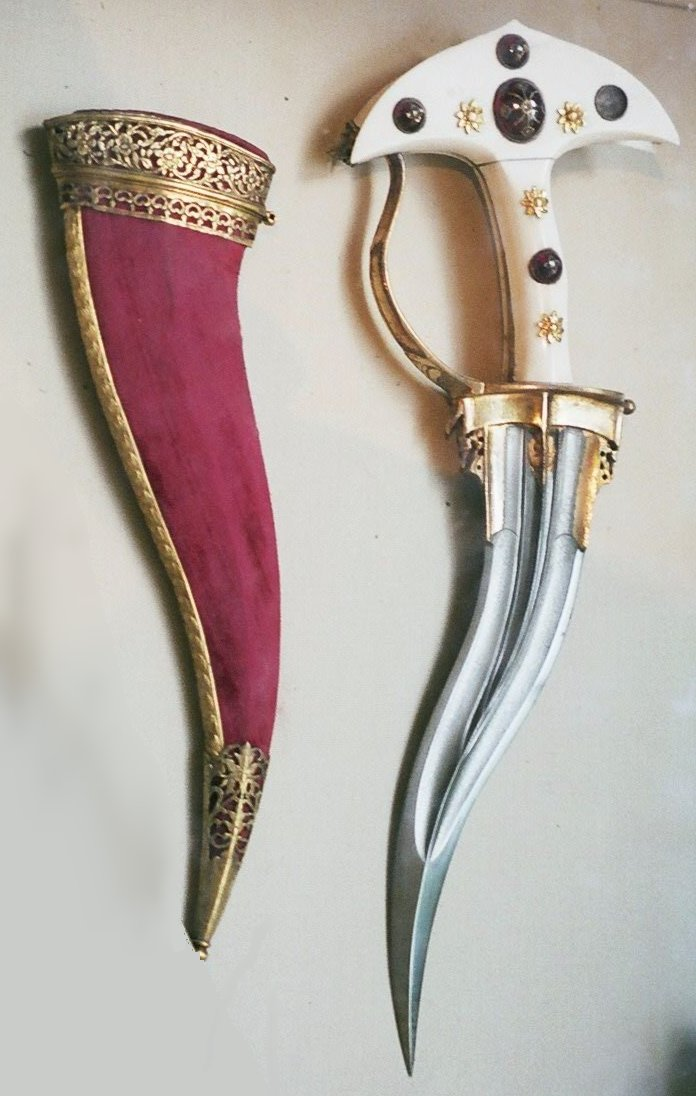
装飾された儀礼用ナイフ。

宗教的な象徴としての意味を持つナイフもある。例えばイエメンをはじめ中東から中近東のアラビア世界では、「ジャンビーヤ」と呼ばれる湾曲したナイフがあるが、これは遊牧民が家畜をさばくような日常生活でも利用される一方、成人した証でもある。大人になった男子はこのナイフを与えられ、一人前とみなされる。こういった儀礼的ナイフは世界各地に見られ、その多くは美しく宝飾されていたり、あるいは彫金されていたりと、一種のアクセサリー的な側面もある。
その一方で宗教的な行為に使用されるナイフも見られ、秘教の流派の中には儀式において所定のナイフを使用するものがあるほか、ヒンドゥー教では新生児の枕元にマッチと共にナイフを置いて魔除けとするなどといった風習も見られる。北欧のブラウニー伝承がある地域では妖精による取り替え子を防ぐために妖精の嫌うナイフなど鉄製品を赤ん坊の傍に置く風習が見られる。他にも大航海時代より西欧の船員は一種の護符としてナイフを携行したという話もある。ナイフは身近で汎用性のある便利な道具であったため、このような用法も発生したと思われる。
宗教色の無い儀礼用ナイフとしては、軍隊などの制服用短剣・短刀がある。これらは軍刀の一種であるが戦闘に使うのではなく、身分や権威を示す儀仗が目的であるため、刃が付けられていなかったり、模造刀身を備える場合がほとんどである。一例として、日本海軍の准士官以上が携行した短剣は上述の船員ナイフを起源とし、本格的な刀身を仕込む事例もあったものの、あくまで制服の一部として扱われた。

### 観賞用ナイフ（アートナイフ）
観賞用・美術作品として制作されるナイフ。フォールティングナイフもあるが、見栄えの良い大型シースナイフやダガー形状がとられることが多い。柄や刀身に貴金属や宝石があしらわれたり、彫刻やスクリムショーが施される場合もある。ダマスカス鋼が用いられたり、制作のモチーフも日本などの東洋風、中世のヨーロッパ風などとその制作の方向性は多岐にわたる。映画などの映像作品の小道具のレプリカも製作・販売されることも多い。本来の実用的なナイフの用途に使用できるものもあるが、柄と刀身という基本的形状を持つだけでまったくの観賞用というものも多い。

### 葉巻用のナイフ
葉巻には、喫煙のために口で吸う後端に穴を開ける必要があるため、切れ味の鋭い（汎用の）ナイフを使うことがある。ただ、専用の器具として吸い口を切るためのシガーカッター（ギロチンカッター）や吸い口に穴を開けるパンチカッターが存在し、好事家ともなると、葉巻を楽しむ過程で、喫煙の風味を決定しうる切り口を変化させるために、複数の器具を使い分けることもある。

### 文房具としてのナイフ
文房具として、鉛筆削りや紙を切る等の簡単な工作などの用途に用いられる。汎用作業に用いられるナイフはデスクナイフと言われ、通常は小型のナイフが用いられる。日本では古くから硯小刀や矢立小刀が存在し、肥後守や切り出し小刀等がこの用途に用いられることが多い。紙を切ることに特化したナイフはペーパーナイフと言われ、他の刃物のような鋭利な刃は付けられない。羽根ペン製作や整形に用いられる小型の刃を持つナイフをペンナイフ、またはクイルナイフと呼ばれる。19世紀頃までのヨーロッパでは文字の読み書きは貴族・富裕層など特権階級が行えることであったため、ステータスシンボルの一つとしてこれらに豪華な装飾が施されたものが存在する。1959年に刃先が交換可能なカッターナイフが実用化された。個人が趣味的に用いる、折れた刃による異物混入を防止するといった目的が無い限りは、企業等の事務で使われるのはカッターナイフが主流となっている。
主に機能に基づくナイフの分類のリスト
- 調理器具としてのナイフ
  - キッチンナイフ（いわゆる包丁）
    - フィレナイフ

  - 果物ナイフ
- 食器としてのナイフ
  - バターナイフ
  - テーブルナイフ
    - ステーキナイフ
    - ケーキナイフ
- 文房具・工具としてのナイフいわゆる肥後守
  - カッターナイフ
  - 切り出し小刀
  - アートナイフ
    - デザインカッター

  - ペーパーナイフ
  - ペンナイフ
  - 肥後守
  - へら（パレットナイフ）
  - 電工ナイフ
- その他の生活・娯楽用品としてのナイフ
  - 山刀
  - 山菜掘り
  - マチェテ（マチェット、マシェット）
  - ツールナイフ
  - フィッシングナイフ
  - ハンティングナイフ
  - ダイバーズナイフ
  - ボウイナイフ
  - マスターナイフ
  - ジャグリングナイフ
  - ガーデンナイフ
  - ククリ
- 武器・武具としてのナイフ
  - ダガー
  - 投げナイフ
  - サバイバルナイフ
  - バタフライナイフ
  - スペツナズ・ナイフ
  - 銃剣
- 儀礼用ナイフ

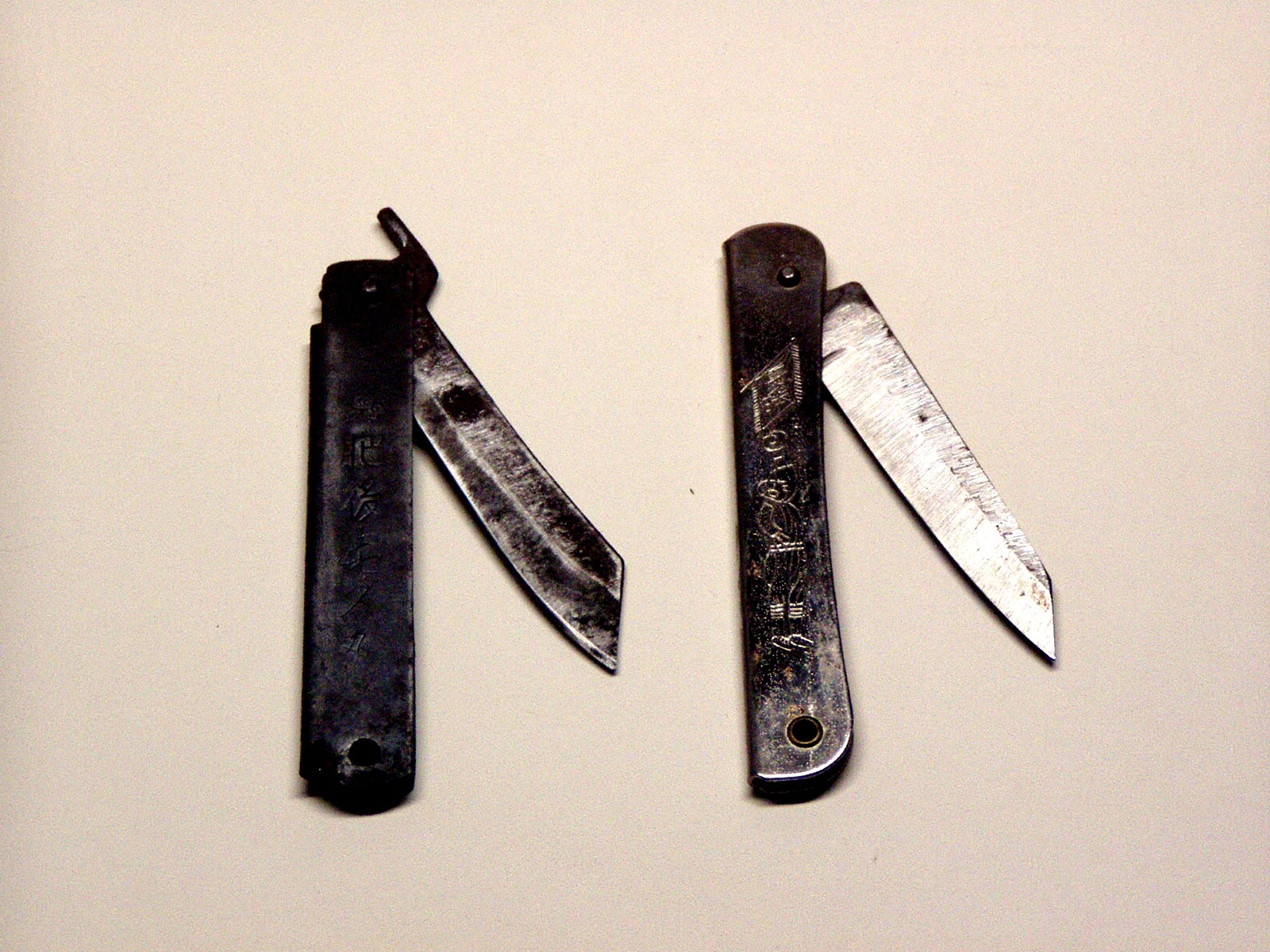
いわゆる肥後守

  - アサミー、またはアセイミー（ウイッカ・魔女宗で使用される）
  - 空気の短剣（黄金の夜明け系儀式魔術（英語版）で使用される）
  - 守り刀（皇室の子女に「賜剣の儀」で贈られるほか、一般人の葬儀にもしばしば用いられる）
  - 儀礼刀

## 素材・材料

### 刃部
刃に用いられる素材は高い硬度と靱性が求められる。永切れや曲がりにくさをもたらす硬度と、欠けにくさや折れにくさをもたらす靱性は相反する性質があることから、基本的に使用する用途により鋼材等の素材やその熱処理法が使い分けられる。
鉄・鋼
鉄や鋼は、現代に至るまで広くナイフに利用され、多くは炭素鋼系もしくはステンレス鋼製である。炭素鋼は高い硬度と鋭利な刃先を得られる反面、錆びが生じやすい。ステンレス鋼は錆が生じにくい利点はあるが、被加工性が悪く、また炭素鋼ほどの切れ味は得られないことが多い。
炭素鋼
一般向けのポケットナイフなどでは少数となりつつあるが、ヨーロッパなどの伝統的なナイフメーカーが炭素鋼のナイフを製造している。電工ナイフなどもケーブル加工でビニール皮膜を切削する際「押し切る」という形で常に鋭さを求められることから、炭素鋼のものが多い。
ステンレス鋼
ステンレス鋼は鋼の一種であり、それを構成する金属元素の組成によって様々な特性を持ち、大量生産に多く用いられている。現代の主要なナイフメーカーから個人のカスタムナイフ製作者まで幅広い層に受け入れられている。
製法
炭素鋼の場合は製造の過程で鍛造工程が入るナイフも多く、この工程如何によってもナイフの性能・性質が左右される。鍛造工程の中にはダマスカス鋼のように、他の金属と重ね合わせる場合もある。日本刀のような複合構造をもつナイフも、ナイフビルダーによって製作されている。
ステンレス鋼の場合はロバート・ウォルドーフ・ラブレスのストック＆リムーバル法に代表されるグラインダーによる削り出し製法が多い。ストック&リムーバル法では鋼材を削り出しそのまま熱処理を施すため、あらかじめ性質を調整された鋼材を選択し使用する必要がある。
表面の加工もいくつか種類があり、鏡面状になるまで研磨するミラーフィニッシュや、表面に塗料や化学処理で被膜を形成させるコーティングなどがある。ミラーフィニッシュは使用時に汚れや脂が着きにくく切れ味が維持しやすいという利点がありハンティングナイフに使用されることが多い。コーティングは光を反射しにくく目立ちにくいという利点があり軍隊で使用するナイフに多い。またこのコーティングに窒化処理など高い硬度を持つ被膜を形成させるものを使用し潤滑性、耐摩耗性、耐疲労性の向上を図る場合もある。

### ナイフ用鋼材の種類
ナイフには、多様な炭素鋼やステンレス鋼が使われる。刃物用鋼材や工具鋼の他、要求される性質が似ているばね鋼、ベアリング鋼、高速度鋼、金型鋼が刃物に転用されることがある。それぞれに特性が違い、用途によって使い分けられ、価格的にも大きな差を生むことがある。

#### 炭素鋼
W2鋼
JISSKS-43/44鋼。バナジウムを0.1–0.25%ほど含み、衝撃に強く欠けたり折れたりし難いことで知られる。
O1鋼
JIS SKS-3/31鋼。マンガンを0.9–1.2%、タングステンを0.5–1%含み、加工しやすく刃持ちが良い。アメリカの高級ナイフメーカーであるランドールで使用されていることで有名である。
D2鋼
元は金型鋼である。JIS SKD-11鋼。日立規格ではSLDもしくはSLD2.シリコン0.45%、マンガン0.35%、バナジウム0.9%、モリブデン0.8%を含み、刃持ちが良く耐熱性が高い（摂氏430度まで）。アメリカの一流カスタムナイフメーカーに利用者が多い。また、ファクトリーナイフでの使用が増えつつある。

#### ステンレス鋼
銀紙鋼（1.3.5）
日立金属が開発した材料で、カミソリメーカーではGINと呼ばれ世界シェアの50%以上を占める。ナイフメーカー表示では銀紙X号と表示されることが多い。生産量も多く安価であるため、家庭用の刃物一般やいわゆるマスプロナイフ（大量生産のナイフ）でも良く使われているが、加工性が良いためナイフビルダーの中にもこれを使う者もいる。現在は生産終了している。
SUS420-J2
炭素が約0.33%と少ないため硬度は低く、焼き入れをしナイフ刃とするには最低基準、廉価品包丁等に見られる。材料としては安価でナイフの全部分に使用し、ブレードに焼き入れ、スプリング部にも使える、ハンドル部には生で用いる（およそナイフの部品であればどこにでも活用出来るので「ばかSUS（サス）」と呼ばれることもある）。　HRC52–55程度、使用例：オルファ社クラフトナイフL型の替刃。
440A鋼
アメリカ合衆国の成分規格。炭素が約0.6%と少ないため硬度はやや低く、ナイフ用鋼材としては低限の質。錆に強いため、包丁や安価な大量生産のナイフに多く用いられる。
440B鋼
JIS名も同じ。炭素が約0.8%
440C鋼
JIS名も同じ。炭素が約1.0%、シリコンとマンガンを1%含むほか、リン0.4%、クロム17–18%、モリブデン0.45%を含む。腐食に強くほとんど錆が出ないが、やや硬度・耐磨耗性・耐熱性に難がある。ただし日常的に使うナイフでは価格も安く、研ぎやすいため扱い易い素材と言える。一般の刃物専門店で販売されている若干値の張る大量生産のナイフでは、この素材のものも多い。HRC58–60程度。
154CM鋼
JIS名は無い。炭素が約1.05%、シリコン0.3%、マンガン0.5%、クロム14–14.5%、モリブデン4%を含む。米クルーシブル社の商品名で、耐熱性・耐磨耗性が高く腐食耐性も440Cに次ぐ。しかし腐食しない訳ではなく表面では小さな点のような腐食でも比較的に根深く入り込む。過去には高価なカスタムナイフだけに使われていた。現在では加工技術の向上でわりと安価なナイフにも使われている。ジェットエンジンの軸受けに使われたこともあるなど高信頼性で知られている。ただし加工性は低く、一般の砥石では砥ぎ難い。ラブレスがATS-34の前に使用していた鋼材であった。ATS-34の普及により長く使用されなくなっていたが、アメリカでは一時期、同国の鉄鋼輸入規制により日本製であるATS-34の輸入が困難になったことから再び使用するメーカーが増え、ATS-34が生産終了したこともあり規制解除されてからも使用され続け、近年では粉末冶金鋼化したものも存在する。
V金10号（VG-10）鋼
炭素1%、コバルト1.5%、クロム15%、モリブデン1%、バナジウム0.2%を含む。武生特殊鋼材株式会社の商品名。
YSS ATS-34鋼
炭素が約0.95%、クロム14%、モリブデン4%。
日立金属が開発した鋼材。154CMに銅などを添加したことにより154CMよりも耐熱性・耐腐食性が向上しており、さらに刃欠けし難い強固なナイフが作れるとしてナイフメーカーやカスタムナイフ製作者に注目されている。ただしナイフ製作に際して機械加工しにくい面もある。また全く腐食しないわけでもなく、154CM鋼同様腐食には注意を要する。材質として耐摩耗性に優れ440Cの1.5倍の強度を誇るが、一般の砥石ではやや砥ぎ難い。D2鋼よりは金属組織が細かいことから、高い意匠性と耐久性が両立できるため高級ナイフ素材の代名詞ともなっている。なお「ナイフは実用品」と考えるラブレスは、1981年よりATS-34のフィールドテストを繰り返し、1983年に実用硬度や耐腐食性・刃の耐久性でバランスが取れていることを認め、従来の154CM鋼から切り替えた逸話が伝わっている。現在は生産終了している。
YSS ZDP189鋼
日立金属が開発した材料。粉末冶金法によって製造した3C-20Crを基本とする成分で、67HRC以上の硬さが得られるため近年注目を集めている鋼種。現在は生産終了している。

#### ナイフに向かない鋼材
以下に参考までにナイフの素材に向かない鋼材を挙げる。ただしこれは刃そのものに関してのみの話で、ハンドル（柄）の部分に使われる場合はその限りでは無い。
18-8ステンレス鋼（JIS：SUS304、AISI：304）
代表的なステンレス鋼で食品設備、一般化学設備、原子力用、建築、家庭用品に使用される、炭素0.08%以下、クロム18%、ニッケル8%を含む。「ステンレス流し台」や一般の食器などにも多用されている。硬度的にはかなり柔らかく、一般的なナイフの刃としては全く向かないが、必ずしも切れ味を必要としないテーブルナイフ等にはむしろ用いられることが多い。滅多に錆びないことから生活用品の素材としては「高級ステンレス」とまで呼ばれて好まれている。ハンドル素材としても適切であるため、アーミーナイフであるカミラスの「マルチツール US」のように、折り畳み式ナイフの部品に使われている製品もある。素材としてはオーステナイト系と呼ばれ、非磁性体である。
通常の熱処理をしても刃物としての焼きが入らない（硬化しない）。

### その他金属
チタンは高価で、鋼と比較して硬度が低いが(一例としてロックウェル硬さCで47)、錆びない、磁気を帯びない、軽量といった特徴があり、特殊な用途のナイフに使用される。
さらに、特殊な処理をすることにより、酸化皮膜が生じ干渉色が見えることから、見た目に優れる場合がある。ハンドル材に使用する場合も同様。
また、コバルトやクロム等の合金であるステライトも非鉄金属のため錆びない、(熱処理を行わなくても)硬度があるといった特徴があり、稀に刃材として使われるが、加工が難しい。
青銅は、融点が低くて比較的精錬しやすい銅と錫等の合金であるが、そこそこの耐久性があり、また加工も容易であるため、長く使われた歴史を持つ。これら青銅器のナイフ類は石のナイフのように簡単に砕けたりせず、骨などよりも硬いため、広く用いられた。しかし硬度の面で難があり、やがて鉄器が普及するにつれて、次第に姿を消していった。

### 金属以外
ファインセラミックス
ファインセラミックスは、欠けたり割れたりしやすく加工しにくいという欠点もあるが、金属系素材よりも高い硬度と錆びないという特徴を持っている。すでに包丁の分野では多く実用化されている。
石・鉱石
黒曜石や火打石などは打製石器の材料として利用され、それ以外のさほど脆くない岩石からは磨製石器が作られたが、これらの石を材料に製作された石器が、様々な地域で普遍的に出土している。黒曜石や火打石・石英を含む岩石は、打撃を加えることで薄く鋭く剥離し、その外縁が刃物として利用できるだけの鋭さを持つ。鋭利さに注目すればこれらは砥石で研いだ金属製の刃物を凌駕するものである。石器ナイフは愛好家も存在し、販売もされている。
骨・角・歯（牙）
動物の骨や角は弾力性があり、また十分に硬いため、古くはナイフの材料に、現代ではナイフの柄の材料に用いられる。骨の主成分はリン酸カルシウムや炭酸カルシウムであるが、その他にも様々な成分が密接に関係して、十分な強度を持っている。このため磨製石器よりも更に精細なナイフを製作可能である。反面、鋭さに欠け、切れ味はあまりよくなく、また耐久性も鉱石に比べると経年変化に弱い。その他、材料となる骨の大きさで製作可能なサイズも決まるため、あまり大型の物を作ることが出来ない。サメの歯は無加工でも鋭い切れ味を持ち、南方海洋民族によく使用されていた。
木・竹
金属や石が少ない地域では硬質の木や竹を鋭く加工した刃物が使用されていた。石器は大型の刃物を制作できないため、細かい石器片を刃としてを木製刀身に複数埋め込む細石器も存在した。現代ではペーパーナイフや柔らかい菓子を切り分けるナイフに使用される程度だが、熱帯雨林の地域で大型ナイフが手に入りにくい所では狩猟した動物の解体に小型ナイフで加工した木製ナイフを使用したり、ブラジルのアマゾン川付近のイゾラドと呼ばれる先住民が木製ナイフを用いたりしていることが確認されている。

### ハンドル部
石器のような一部を除けば、大抵のナイフにはハンドル(日本刀や包丁では柄とも言う)が存在する。実用する場合では耐久性や劣化しにくさ、高級志向・観賞用の場合は豪華さや見た目の良さも求められるが、ある程度のグリップ力や、手に収めやすいことが求められる。
固定方法は様々なものが存在するが、エポキシ等の接着剤とピンをかしめたりやシュナイダーボルトやラブレスボルト等のボルトを締めて固定するのが一般的である。この際、ボルトの先端は削り落とされ取り外しできなくすることが一般的であるが、近年ではタクティカルナイフなどでは接着剤を用いずボルトの頭を残し、六角レンチや+もしくは-ドライバーで分解できるようにしたものが増えている。
木
黒檀、ローズウッド、合板など。木材は加工しやすく、多様な種類によって重量や密度等の質的・外見的特徴が変わるため、選択の余地が大きい。ただし、液体の浸透や乾燥・衝撃等による割れなどが起こりやすい素材でもあるため、塗装やコーティングが施されることもある。
動物由来の材料
スタッグ(シカの角。スイロクの角（サンバースタッグ）がよく使われる)や、象牙、ジグドボーン(牛骨をスタッグ風に加工したもの)、インパラの角、貝殻、鮫皮、レザーワッシャー（輪状の牛皮を積み重ねたもの）等。高級感があるが、金属や合成樹脂に比べると耐久性は劣る。角・骨系の材料は比較的耐久性は高い。表面を滑らかにした歯・角系の材料にはスクリムショー（毛彫り用針で傷をつけ、色を差して模様を彫り込む技術）で装飾が施されることがある。象牙やべっ甲など希少種による材料はワシントン条約等の規制により取引が規制される場合がある。
金属
真鍮など。堅牢性は高いが、(チタンやアルミニウム等を除けば)重量がかさみやすく、使用による傷が目立つ場合もある。刃材・ハンドル材以外のヒルトやボルスター、ピン、ライナーといったナイフの部品は大抵が金属で作られる。
合成樹脂
単体で使用される他に、ガラス繊維や炭素繊維で強化された樹脂である繊維強化プラスチック (FRP)、麻や綿の繊維を樹脂で固めたマイカルタのような材料で使用されることもある。
基本的に水に強く軽量である。
また、ガラス/炭素繊維強化プラスチックを使用するものには透明性のある樹脂を使用することで、繊維の配置を観察できるようにしたものもあり、それらは見た目に優れる。

## ナイフの贈答を巡る迷信
世界にはナイフにまつわる様々な迷信があり、贈答品としては迷信やジンクスと結びつけられることがあるため、贈る方法や贈る相手を考慮するべき場合がある。
西洋には、ナイフをプレゼントに使うと、贈った側と贈られた側の間の友情が「切れ」てしまうので、ナイフを贈る場合はナイフに小銭を張り付けておいて、ナイフを受け取った人が受け取ると同時に贈り手にペニー硬貨を返すと「買った」ことになって縁起の悪さは解消される、といったものがある。
ロシアでは、ナイフを贈ることは「敵意」を表しているとして避逃される。どうしてもナイフの受け渡しがされる場合は、やはりナイフのお返しに小額でもお金を渡して「買った」ことにする。
中国では「運気」が落ち縁起が悪い、と思われるので贈り物としては不適切とされる。
ラテンアメリカやインドネシアのムスリムでもナイフの贈り物は忌避される。